# فرقه دموکرات آذربایجان

اعضای فرقه دموکرات آذربایجان به همراه عکس استالین

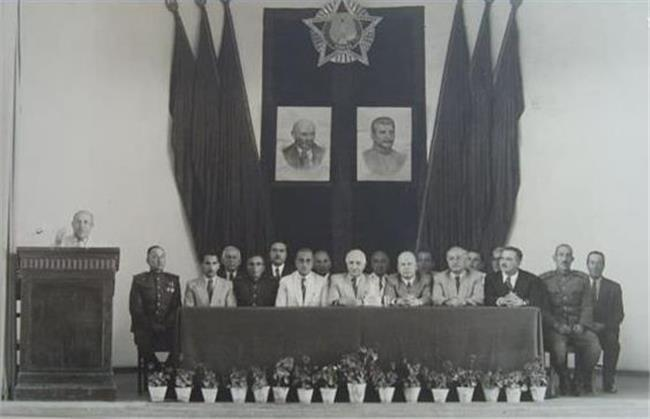
تصویر دسته جمعی اعضای فرقه دموکرات. در میانه تصویر سید جعفر پیشه‌وری حضور دارد و در بالای سر جمعیت دو پیکره بزرگ از لنین و استالین، رهبران کمونیست شوروی سابق به چشم می‌خورد.

جمعی از فعالان و رهبران فرقه دمکرات آذربایجان، زیر عکس ستارخان، خیابانی، باقرخان و حیدرخان عمواوغلی

فرقه دموکرات آذربایجان (به ترکی آذربایجانی: آذربایجان دموکرات فرقه‌سی) نام حزبی سیاسی است که در ۱۲ شهریور ۱۳۲۴ در تبریز، سه ماه پس از فرمان محرمانه دفتر سیاسی کمیته مرکزی اتحاد شوروی در تبریز اعلام موجودیت نمود. این حزب با انتشار بیانیه‌ای ۱۲ ماده‌ای به زبان‌های ترکی و فارسی به رهبری جعفر پیشه‌وری و همراهی چندین فعال سیاسی آذربایجانی دیگر تشکیل شد. اختیارات گسترده‌تر محلی از لحاظ اداری، تدریس زبان ترکی آذربایجانی در مدارس در کنار زبان فارسی و اصلاحات ارضی و اقتصادی از جمله مهم‌ترین خواسته‌هایی بود که در توضیح اهداف و خواسته‌های این تشکل جدید سیاسی عنوان شده بود.
ماجرای تأسیس و نابودی حکومت خودمختار آذربایجان توسط فرقه به بحران ایران که یکی از سرآغازهای جنگ سرد بود معروف است. تأسیس این گروه بر اساس تصمیم دفتر سیاسی حزب کمونیست شوروی انجام شد و فرقه مورد حمایت شوروی قرار داشت.

## اشغال ایران به دست متفقین
بریتانیا و اتحاد شوروی در ۳ شهریور ۱۳۲۰ به بهانه عدم اجابت درخواستشان مبنی بر اخراج چهار پنجم ۱۵۰۰ آلمانیِ مقیم در ایران، ایران را اشغال کردند. حدوداً ۴۰۰۰۰ قشون شوروی از شمال وارد ایران شدند، مشهد و آذربایجان را اشغال کردند و ۱۹۰۰۰ قشون بریتانیایی در طول یک جبهه ۶۰۰ مایلی از جنوب ایران وارد کشور شدند تا میدان‌های نفتی در خوزستان را محافظت کنند. دلایل اشغال ایجاد یک مسیر تدارکاتی از خلیج فارس تا روسیه و حفاظت از منافع متفقین از خطری بود که آلمانی‌ها متوجه آن می‌کردند. این واقعیت که درسال‌های ۴۵–۱۹۴۱ ۷۹۰۰۰۰۰ تن کالا از جمله ۱۸۰۰۰۰ خودروی سنگین و ۴۸۷۴ هواپیما از طریق ایران به اتحاد شوروی گذر کرد اهمیت این مسیر تدارکاتی را نشان می‌دهد.
پراکندگی ارتش ایران تلاش‌های قبلی رضا شاه به منظور یکی کردن یا سرکوب نیروهای مرکزگریز (سیاسی، اداری، مذهبی، عشایری و اقتصادی) در کشورش را تضعیف کرد و دولت مرکزی را نسبت به آن‌ها آسیب‌پذیر کرده بدگمانی‌های متقابل بین دولتهای مرکزی و استانی را تقویت کرد. در این حین، افول کنترل دولت در آذربایجان به نیروهای محلی فرصت داد ظاهر شوند. در این بین اشغالگری شوروی، منجر به کنترل آن بر بسیاری از جنبه‌های امور داخلی استان شد و بسیاری از رقابت‌های سنتی بین قدرت‌های بزرگ را احیا کرد.

## طرح‌ریزی یوزف استالین برای آشوب‌افکنی در شمال ایران

فرمان ژوزف استالین به میرجعفر باقراف، برگ اول

فرمان جوزف استالین به باقراف، برگ دوم

در ژوئن ۱۹۴۳ (خرداد ۱۳۲۲)، شوروی بدون اطلاع دولت ایران و شاه، یک تیم توپوگرافی نفت به ایران گسیل کرد. آن‌ها در لباس مهندسان ارتش به گیلان و مازندران سفر کردند و تنها مأموریتشان، ارزیابی چند و چون ذخائر گاز و نفت شمال ایران بود. آنچه این گروه مهندسان کشف کردند، برای استالین و رئیس پلیس او، بریا، شگفت‌انگیز بود. آن‌ها دریافتند که ذخایر نفت و گاز شمال ایران، کمتر از حوضچه نفت و گازی جنوبی ایران نیست و تحت کنترل بریتانیا قرار ندارد. البته استالین از اوائل قرن بیستم، یعنی زمانی که در جوانی در باکو، ابتدا گانگستر و سپس فعال انقلابی بود، می‌دانست که این خطهٔ دریای خزر، نفت‌خیز است و در آن روزها، باکو را «بزرگ‌ترین شهر نفتی دنیا» می‌خواند.
در یادداشتی مورخ ششم ژوئن ۱۹۴۵ (۱۵ تیر ۱۳۲۴) که به ظاهر به امضا دفتر سیاسی کمونیست شوروی (ولی به گمان مورخان به قلم شخص استالین) بود، حزب کمونیست آذربایجان شوروی موظف شده بود، همه اقدام‌های لازم «برای ایجاد جنبشی جدایی‌طلبی در آذربایجان و دیگر استان‌های شمالی ایران اتخاذ کند». بنابراین فرمان، می‌بایست جنبش استقلال ملی در آذربایجان [ایران] ایجاد گردد و قدرت‌های گسترده‌ای در چهارچوب کلی ایران را از آن خود کند. حزب کمونیست همچنین موظف شد «در میان کردهای شمال ایران، وارد فعالیت شود و آن‌ها را به ایجاد کردستان مستقلی ترغیب کند. در همین زمان، عبدالصمد کامبخش (دبیرکل حزب توده ایران) به باکو فراخوانده شد و در آنجا دستور گرفت تشکیلات حزب توده در آذربایجان را یکجا منحل و همه افراد را در تشکیلات جدیدی به نام «حزب دموکرات آذربایجان» عضو کند. برای مثال، از پنج عضو حزب دموکرات در تبریز، چهار نفرشان پیش از جنگ در شوروی زندگی می‌کردند.
فرمان استالین، حتی شمار نشریات فرقه دموکرات را تعیین می‌کرد. معین شده بود که مجلهٔ تصویری در باکو چاپ و در آذربایجان توزیع گردد و سه روزنامه در آذربایجان [ایران] آغاز به کار کند. سیاست‌های فرقه دموکرات هم به دقت تعیین شده بود. قرار شد فرقه از اصلاحات ارضی و نیز بهبود قاطع روابط ایران و شوروی جانبداری کند. در پایان فرمان، استالین مبلغ یک میلیون روبل (قابل تبدیل به تومان) برای این کار بودجه تعیین کرد.
کمتر از دو ماه بعد از صدور این فرمان، در اوت ۱۹۴۵ (مرداد ۱۳۲۴)، فدائیان فرقه دموکرات، اداره‌های دولتی را در شهر تبریز فتح کردند و مانیفست خود را منتشر کردند. همسو با این حرکت و در واقع برای تضمین موقعیت و امنیت طرفداران فرقه، استالین هم اعلام کرد که شوروی نیروهای خود را از ایران خارج نخواهد کرد.
در متن آرشیو شوروی، مورخ ششم ژوئیه ۱۹۴۵، نامه‌ای توسط رهبری حزب به باقراف ثبت شده که توسط جمیل حسنلی منتشر و توسط گری گلدبرگ به انگلیسی ترجمه شد. علاوه بر باقروف، این نامه برای مولوتف و کافتارادزه هم ارسال گشت. محتوای این نامه، دستورالعمل ۱۳ ماده‌ای به باقراف جهت سازماندهی جنبش‌های تجزیه طلبانه شمال ایران بود. ترجمه فارسی این نامه توسط عباس جوادی، این‌چنین است:
فوق‌العاده سری
به: رفیق باقراف
اقدام به تشکیل یک حرکت تجزیه طلبانه در آذربایجان جنوبی و دیگر استان‌های ایران شمالی
1. در نظر بگیرید که توصیه می‌شود به کارهای مقدماتی برای تشکیل یک ولایت («ابلاست») خودمختار ملی آذربایجان در چارچوب دولت ایران شروع شود که صاحب اختیارات وسیع باشد. در عین حال در استان‌های گیلان، مازندران، گرگان و خراسان هم یک جنبش تجزیه طلبانه سازماندهی شود.
2. در آذربایجان جنوبی فرقه‌ای دمکرات با نام «فرقه («حزب») دمکرات آذربایجان» با هدف رهبری جنبش تجزیه طلبانه ایجاد شود. ایجاد فرقه دمکرات آذربایجان جنوبی باید هم‌زمان با تجدید سازماندهی شاخه آذربایجان حزب توده ایران باشد و طرفداران جنبش تجزیه طلبانه از تمام طبقات مردم را به آن جلب کند.
3. فعالیت مناسب بین کُردهای شمال ایران برای جلب آنان به جنبش جدائی طلبانه و ایجاد یک ولایت خود مختار ملی کُرد انجام شود.
4. درتبریز گروهی از کارگران مسئول برای رهبری جنبش تجزیه طلبانه را تشکیل داده به آن‌ها وظیفه هماهنگ‌کردن («برقراری تماس») کارشان با سرکنسولگری اتحاد شوروی در تبریز را بدهید. سرپرستی عمومی این گروه به عهده باقراف و یعقوب‌اف است.
5. طرح‌ریزی کار مقدماتی در رابطه با برقراری انتخابات مجلس پانزدهم ایران در آذربایجان جنوبی و همچنین انتخاب نمایندگان طرفدار جنبش تجزیه طلبانه به کمیته مرکزی حزب کمونیست (بلشویک) (باقراف و ابراهیم‌اف) سپرده شود. کار مزبور تحت این شعارها انجام خواهد شد:
  1. تقسیم اراضی دولت و مالکان بزرگ به دهقانان و دادن وام‌های دراز مدت به دهقانان،
  2. از بین بردن بیکاری از طریق احیا و گسترش کار در موسسات و در عین حال از طریق ساختن راه‌ها و دیگر کارهای اجتماعی،
  3. بهبود خدمات اجتماعی و تأمین آب از طریق لوله‌کشی،
  4. بهبود بهداشت اجتماعی،
  5. استفاده حداقل ۵۰ درصد مالیات دولتی برای نیازهای محلی،
  6. حقوق برابر برای اقلیت‌های ملی و ایلات: افتتاح مدارس و نشر روزنامه و کتاب به زبان‌های آذربایجانی، کُردی، ارمنی و آسوری، برگزاری جلسات دادگاه و مکاتبات رسمی در مؤسسه‌های محلی به زبان‌های بومی، ایجاد یک مدیریت استانی از جمله ژاندارمری و پلیس که متشکل از افراد بومی محل باشد، تأسیس انجمن‌های ولایتی، ایالتی و شهری (و) موسسات خود گردان محلی،
  7. بهبود چشمگیر روابط شوروی و ایران.

6. گروه هائی را که با سلاح‌های ساخت (کشورهای) بیگانه مسلح شده‌اند سرکوب کنید. هدف از این کار آنست که مردم طرفدار شوروی (و) فعالین جنبش تجزیه طلبانه سازمان‌های دمکراتیک و حزبی بتوانند از خود دفاع کنند. این کار به رفیق (نیکلای) بولگانین و رفیق باقراف سپرده شود.
7. برای تقویت کار فرهنگی و تبلیغاتی یک انجمن روابط فرهنگی ایران و جمهوری شوروی سوسیالیستی آذربایجان راه‌اندازی شود.
8. برای جلب توده‌های وسیع به جنبش تجزیه طلبانه، ایجاد یک «انجمن دوستان آذربایجان شوروی» در تبریز با شعبه هائی در تمام ایالات آذربایجان جنوبی و همچنین گیلان لازم شمرده می‌شود.
9. کار چاپ یک مجله مصور در باکو برای پخش در ایران و همچنین سه روزنامه جدید در آذربایجان جنوبی به کمیته مرکزی حزب کمونیست (ب) آذربایجان سپرده شود.
10. به اداره نشریات دولتی (تحت نظارت کمیساریای آموزش و پرورش اتحاد شوروی) (یودین) سپرده شود که سه دستگاه چاپ کمیته مرکزی حزب کمونیست (بلشویک) آذربایجان برای تأمین نیازهای چاپی در اختیار فرقه دمکرات آذربایجان جنوبی قرار گیرد.
11. به کمیساریای خلق عائد به تجارت خارجی (رفیق میکویان) سپرده شود که برای چاپ مجله مصور در باکو و سه روزنامه جدید در آذربایجان جنوبی کاغذ مرغوب در اختیار بگذارد. تیراژ کل این مطبوعات نباید کمتر از ۳۰ هزار نسخه باشد.
12. به کمیساریای امور داخله در جمهوری شوروی آذربایجان اجازه داده شود که تحت نظارت رفیق باقراف به افرادی که در چارچوب اجرای این اقدامات به ایران می‌روند و از ایران برمیگردند اجازه‌نامه لازم داده شود.
13. جنبش تجزیه طلبانه آذربایجان جنوبی و همچنین برگزاری انتخابات مجلس پانزدهم ایران (در آذربایجان جنوبی) از نظر مالی تأمین شود. در کمیته مرکزی حزب کمونیست (بلشویک) آذربایجان بودجه مخصوصی عبارت از یک میلیون روبل ارز خارجی («برای تبدیل به تومان») اختصاص داده شود.
ششم ژوئیه ۱۹۴۵
دفتر سیاسی حزب کمونیست (بلشویک) اتحاد شوروی
(امضاء:) استالین

از نامه محرمانه استالین، 2 نسخه وجود دارد که یکی در آرشیو حزب کمونیست در مسکو مانده و بعد از انقراض شوروی به «آرشیو دولتی تاریخ اجتماعی و سیاسی روسیه» (RGASPI) شامل می‌شده که همه اسناد حزب کمونیست و سازمان جوانان حزب کمونیست یعنی کمسومول را در بر می‌گیرد. نسخه دوم در نسخه دوم «نسخه باکو» مستقیماً و فقط به میرجعفر باقروف دبیر اول حزب کمونیست جمهوری شوروی آذربایجان فرستاده شده است. محل نگهداری کنونی این سند «آرشیو دولتی تاریخ احزاب سیاسی و سازمان های اجتماعی آذربایجان» در باکو، در Azerbaijan State Archive of Political Parties and Social Movements , GAPPOD نگهداری می‌شود که از سوی گاری گلدبرگ برای «مرکز مطالعات جنگ سرد مؤسسه وودرو ویلسون» (واشنگتن) به انگلیسی و توسط عباس جوادی، با کسب اجازه از «مرکز ویلسون» از انگلیسی (با مقایسه با روسی) به فارسی ترجمه شده است.

## اشغال شمال ایران توسط شوروی

تاریخ درخشان شوروی به روایت فرقه دموکرات آذربایجان

پیشه‌وری: تنها سخنی از که لوله توپ بیرون می‌آید، حقیقت است.

انقلاب اکتبر روسیه، توسط بولشوریک‌ها، به روایت روزنامه آذربایجانِ جعفر پیشه‌وری. چاپ تبریز

شوروی‌ها پس از ورود به ایران پست‌های مرزی و گمرکی بین ایران و شوروی را برچیدند و در مرز جنوبی منطقه اشغال شده شوروی پست‌های نظامی برپا کردند. در این بین، مقررات اشغال در معاهده سه جانبه ائتلاف (۲۹ ژانویه ۱۹۴۲) تعیین شد که به موجب آن بریتانیا و روسیه موافقت کردند به تمامیت ارضی، حاکمیت و استقلال سیاسی ایران احترام بگذارند (ماده ۱) و ظرف شش ماه از متارکه جنگ بین قوای محور و متفقین از ایران عقب‌نشینی کنند (ماده ۵). به هر حال با وجود این معاهده و اعلامیه دربارهٔ ایران (۱ دسامبر ۱۹۴۳) که بریتانیا، روس‌ها و آمریکایی‌ها را متعهد به حاکمیت و تمامیت ارضی ایران می‌کرد، سیاست‌های شوروی استقلال سیاسی ایران را نادیده می‌گرفت. شرایط جنگی همراه با کمبود منابع در آذربایجان گرسنگی گسترده و عدم امنیت در بین گروه‌های عمومی منطقه ایجاد کرده بود. شوروی این شرایط را بدتر کرد و برخی موافقتنامه‌های نامطلوب را بر آذربایجانی‌ها تحمیل نمود، بر اتحادیه‌های تجاری که نفوذ داشتند اثر گذاشت و شورای متحد مرکزی اتحادیه کارگران و زحمتکشان و توده کمونیست آذربایجان را، که از آنجا که آذربایجان را یک ملت و نه یکی از ملیتهای بسیار متنوع می‌دانست که با رهبری توده در تهران تفاوت‌های جدی داشت، تقویت کرد. شوروی همچنین دولت مرکزی را از برقرار نگه داشتن فرماندهی بازمی‌داشت و بر جمعیتهای محلی از طریق فرماندهان شهری که به کنسول شوروی در تبریز پاسخگو بودند اعمال فرمان می‌کرد.
در اکتبر ۱۹۴۴ سرگی کافتارادزه نائب کمیسر امور خارجه روسیه، شاید در واکنش به نگرانی از رسوخ احتمالی آمریکا در ایران (که به عنوان وزنه تعادلی علیه نفوذ روسیه و بریتانیا مطلوب دولت مرکزی بود) خواستار حق انحصاری پنج ساله اکتشاف در ساحل شمالی ایران در دریای خزر از مرز روسیه در آذربایجان تا خراسان شد. کابینه ایران که از این می‌ترسید که این پیشنهاد فقط پوششی برای نفوذ در منطقه باشد در ۸ اکتبر امتیازات نفتی را تا پس از جنگ به تعویق انداخت. مجلس به رهبری محمد مصدق با وجود ارعاب شوروی در ۲ دسامبر ۱۹۴۴ قانونی تصویب کرد تا مذاکرات نفتی بین کابینه‌ها و خارجیان را ممنوع کرد؛ بدین وسیله امتیازات به مجلس وابسته شدند.
ایالات متحده و بریتانیا در ۱۹۴۵ مکرراً خواستار عقب‌نشینی زودهنگام همه قوای خارجی از ایران شدند ولی روس‌ها از بحث در این خصوص استنکاف می‌ورزیدند؛ به جای آن آنان از انحلال حزب توده در آذربایجان به منظور ایجاد یک پایگاه حمایتی گسترده‌تر، تأسیس فرقه دموکرات آذربایجان حمایت می‌کردند. پایگاه‌های اجتماعی، منافع و سیاست‌های دو حزب بسیار متفاوت بودند. جعفر پیشه‌وری، بنیان‌گذار فرقه دموکرات از حزب توده و روشنفکران فارس آن که مارکسیسم اروپای غربیشان با لنینیسم پیروان ترک آذربایجانی متفاوت بود متنفر بود. به هر حال، حزب خود او نسبت به تأثیرپذیری از شوروی حتی حساستر بود.
فرمانده شوروی در میاندوآب سران قبایل کرد را جمع کرد و آن‌ها را به باکو در جنوب روسیه فرستاد. در اواخر سپتامبر ۱۹۴۵ در آنجا نخست‌وزیر آذربایجان شوروی به آن‌ها گفت که نه حزب ملی‌گرای خودشان، کومله ژیان کردستان، نه حزب توده مطلوب نیستند، آن‌ها باید درون خودمختاری آذربایجان اهدافشان را تعقیب کنند و این که باید خود را حزب دموکراتیک کردستان بخوانند.
باید در خاطر بماند که جنبش آذربایجان فقط مخلوق فشارهای شوروی نبود. ترک‌های آذربایجان با وجود برخورداری از حمایت شوروی، تا حدی از روند متمرکزسازی اعمال شده در دوره رضا شاه ناراضی بودند و به بی‌کفایتی، فساد و تبعیض دولت مرکزی در حق این استان واکنش نشان می‌دادند؛ کردها، در بین دیگر چیزها، با تلاش‌های دولت برای عشایرزدایی مخالفت می‌کردند. نتیجتاً هم برای ترک‌های آذربایجان و هم کردها دغدغه‌ای برای هویت درون گروه‌های عمومی خودشان در نتیجه اشغالگری شوروی در ۱۹۴۱ وجود داشت. حزب توده با توصیف کردن آنچه در درجه اول تفاوت‌های گروهی و منطقه‌ای بود به عنوان طبقه (آذربایجان تنها دوازده شهر با جمعیت بالای ۱۰۰۰۰ نفر داشت و تعداد زیادی کارگر کارخانه فقط در تبریز بودند)، در سایه حمایت اشغالگری شوروی محبوبیت کسب کرد و وقتی تاکتیک‌های شوروی عوض شد، آنچه را فرقه دموکرات با گروهی آماده از هواداران شد، فراهم آورد (گرچه از نه وزیر کابینه فقط یکی از عضو سابق حزب توده بود).
در روز ۲ مارس ۱۹۴۵ بود که دولت شوروی بر خلاف تعهدات بین‌المللی و موافقت‌نامه تهران و تصمیمات کنفرانس پتسدام (۱۷ ژوئیه تا ۲ اوت ۱۹۴۵)، از فراخوانی نیروهای خود در شمال خاک ایران سر باز زد و اعلام کرد: «نیروهای خود را فقط از سه شهر مشهد، شاهرود و سمنان خارج می‌سازیم و در بقیه نقاط، این نیروها تا روشن‌شدن کامل اوضاع باقی خواهند ماند».
مولوتف در پاسخ به نامه ارنست بوین، وزیر امور خارجهٔ بریتانیا (مورخ ۱۹ سپتامبر ۱۹۴۵)، نه تنها از پیشنهاد او مبنی بر خروج پیش از موعد نیروهای متفقین از ایران (به جز حوزچه‌های نفتی در جنوب آذربایجان) در میانه دسامبر ۱۹۴۵ پشتیبانی نکرد، بلکه با طرح موضوع فراخوانی نیروها در کنفرانس وزیران خارجه نیز مخالفت کرد. او به صراحت گفت که اتحاد جماهیر شوروی تنها در همان تاریخ مقرر در پیمان سه جانبه ایران-شوروی-بریتانیا که در ۱۹۴۲ به امضا رسید، نیروهایش را تخلیه خواهد کرد.

## پایان جنگ و تأسیس حکومت

مقاله‌ای چاپ شده زیر نظر فرقه دموکرات آذربایجان؛ در این مقاله دموکرات مدعی شده‌اند که ترک‌ها از تبار مادها هستند!

پس از متارکه جنگ با ژاپن در ۲ سپتامبر ۱۹۴۵، ایران به علاقه شوروی به جنبش آذربایجان و موارد تکراری دخالت در استان، اعتراض کرد و مورد بی‌اعتنایی شوروی قرار گرفت که فقط نامه مجددی در خصوص تقاضای امتیازات نفتی فرستاد. شوروی‌ها در پاییز در مناطق کلیدی تسلیحات توزیع کردند و در اکتبر و نوامبر از خیزش‌های وسیع در سراسر استان حمایت کردند. وقتی بریتانیا و روسیه ایران را در ۱۹۴۱ اشغال کردند، بریتانیایی‌ها مهمات ارتش ایران را در تهران به غنیمت گرفتند. وقتی شوروی‌ها نسبت به اسلحه‌های درون آن ابراز تمایل کردند، بریتانیایی‌ها آن را بهشان دادند ولی شماره سریالشان را ضبط کردند. اسلحه‌های جمع‌آوری شده از فداییان در تبریز پس از سقوط جمهوری دموکرات تقریباً در همه موارد با آن‌هایی که به ارتش سرخ تحویل داده شده بود مطابقت می‌کرد. وقتی ژاندارمری ایران سعی کرد بر شورشیان تازه مسلح شده تسلط یابد شوروی‌ها ایجاد مشکل کردند و مجبورشان کردند کنار بروند. همه مسیرهای اصلی ورودی به استان تا ۱۹ نوامبر به تسخیر فرقه دموکرات درآمد؛ ارتباطات قطع شد و شوروی‌ها ۱۵۰۰ نیروی ایرانی را در قزوین متوقف کردند. تبریز تا ۱۰ دسامبر در دست فرقه دموکرات بود؛ کمی بعد یک مجمع ملی تازه افتتاح شده و دولت خودمختار آذربایجان با نخست‌وزیری پیشه‌وری اعلام موجودیت کرد. در ۱۵ دسامبر، قاضی محمد یک قاضی موروثی و رهبر مذهبی مهاباد جمهوری مهاباد را برپا کرد.
دلیل استالین برای حفظ حدوداً ۳۰۰۰۰ نیرو در آذربایجان پس از جنگ این بود که آن‌ها به عنوان احتیاطی علیه اقدامات خرابکارانه و خصمانه عمل می‌کنند. او به احتمال قویتر از علایق امنیتی سوی جنوبیش حفاظت می‌کرد از مداخله انگلیسی-آمریکایی در آنچه احساس می‌کرد حوزه نفوذش است جلوگیری می‌کرد، و از فرصت‌های فراوانی که اشغالگری به او می‌داد سوء استفاده می‌کرد با نگاهی به دولت تهران و شاید ایجاد شرایطی که در بلند مدت به شوروی به بندرهای آب گرم دسترسی بدهد. یک دولت دوست در آذربایجان و امتیازات نفتی هر دو وسیله‌ای بدین منظور بود.

یکی از شماره‌های روزنامه آذربایجان، ارگان فرقه با تصویری از میرزا حسن رشدیه، اولین مؤسس مدارس جدید در ایران

یکی از شماره‌های روزنامه آذربایجان، ارگان فرقه با تصویری از استالین، رهبر شوروی که در آن به ترکی نوشته است: نطق بزرگ رهبر بزرگ، کشوری بزرگ… در کشور همسایه و بزرگمان، اتحاد شوروی، انتخابات در حال برگزاری است… این انتخابات آزادترین انتخابات دنیا و بر اساس قانون اساسی است که استالین در سال ۱۹۳۶ به تصویب رسانده است…

در تاریخ ۱۸ اردیبهشت ۱۳۲۴ ش / ۸ مه ۱۹۴۵ م، با تسلیم آلمان، جنگ جهانی در اروپا به پایان رسید، اما در ژاپن همچنان ادامه داشت. وزارت امور خارجه ایران در ۲۹ اردیبهشت، با فرستادن سه یادداشت رسمی به سفارتخانه‌های آمریکا، شوروی و انگلیس، خواستار بیرون بردن نیروهای آن‌ها از ایران شد. بر پایه پیمان سه‌جانبه، متفقین متعهد بودند، حداکثر تا شش ماه، خاک ایران را ترک کنند. یادداشت وزارت امور خارجه ایران، زمینه‌ساز گفتگوهای آمریکا و انگلیس با شوروی برای تخلیه ایران شد. این مسئله از اواخر ۱۸ خرداد تا ۱۲ مرداد، در نشست پوتسدام به صورت رسمی مطرح گردید. اما گفتگو با شوروی با دشواری روبرو شده بوده بود. استالین در پوتسدام، تنها به تخلیه تهران تن درداد، در نتیجه، ادامه مذاکرات به نشست لندن در ماه سپتامبر موکول گشت. پس از پایان نشست پوتسدام، تهران به تدریج تخلیه شد. تخلیه ارتش سرخ از تهران تا آذر ماه / دسامبر میلادی ادامه یافت. از مرداد ۱۳۲۴ به بعد، غوغای تخلیه ایران آغاز شد و تا فروردین ۱۳۲۴ بروز کرد.
پس از تشکیل فرقه، شاخه آذربایجان حزب توده، خود را منحل کرده و به اعضای آن شاخه دستور داد که به فرقه بپیوندند.
دبیر کمیته ایالتی حزب توده در آذربایجان، صادق پادگان بود. پادگان مأمور جدایی کمیته ایالتی و ادغام آن با فرقه دموکرات، می‌شود. پس از رایزنی‌های نهایی بین پیشه‌وری، بادگان و شبستری، بادگان به تهران می‌رود تا کمیته مرکزی حزب توده را از تصمیمی که گرفته شده بود آگاه کند.
فریدون کشاورز عضو کمیته مرکزی حزب توده و نماینده وقت مجلس در اینباره می‌نویسد: 
روز قبل از اعلام تشکیل فرقه دموکرات آذربایجان، کمیته مرکزی حزب در منزل من جلسه داشت، زیرا من مصونیت پارلمانی داشتم و دفتر حزب در اشغال سربازان بود… من در جلسه بودم که مرا صداکردندکه پادگان، دبیر تشکیلات ایالتی حزب در آذربایجان از تبریز آمده و کار فوری دارد… او را به جلسه بردم… او در جلسه گفت: «من از تبریز حالا رسیده‌ام و فوری باید برگردم. من آمده‌ام به شما اطلاع بدهم که فردا تمام سازمان حزب ما در آذربایجان، از حزب توده ایران جدا شده و به فرقه دموکرات آذربایجان، که تشکیل آن فردا اعلام خواهد شد می‌پیوندد.» کمیته مرکزی، ایرج اسکندری را مأمور کرد که نامه اعتراضی در اینباره به حزب کمونیست شوروی بنویسد و او نیز نوشت ولی هیچ وقت جواب این نامه نرسید.
در روز ۱۲ شهریور ۱۳۲۴ / ۳ سپتامبر ۱۹۴۵، نخستین اعلامیه فرقه دموکرات آذربایجان در دوازده اصل منتشر شد و بدین‌ترتیب، این فرقه اعلام موجودیت کرد. در این اعلامیه فرقه دموکرات، ضمن تأکید بر وحدت و تمامیت ایران، خواستار خودمختاری آذربایجان شد. برپا کردن انجمنهای ایالتی و ولایتی، صرف درآمدهای مالیاتی آذربایجانی در راه عمران و آبادی خود ایالت آذربایجان، تأکید بر آموزش به زبان ترکی آذربایجانی در سه سال اول ابتدایی، افزایش شمار نمایندگان آذربایجان در مجلس شورای ملی و اصلاحات ارضی از دیگر موارد درج شده در اعلامیه بود. در پایان اعلامیه، فرقه دموکرات به عنوان پیشگام و راهنمای آزادسازی آذربایجان و سراسر ایران معرفی شده بود. رهبر فرقه سیدجعفر پیشه‌وری بود که از چپ‌های قدیم به‌شمار می‌رفت. در دوره رضاشاه از ۱۳۰۹ تا ۱۳۱۹، در زندان بود و سپس به کاشان تبعید شد. با فروپاشی حکومت رضاشاه، از تعبید رهایی یافت و به تهران آمد و در تأسیس حزب توده با سران و پایه‌گذاران آن همکاری کرد، بدون آنکه به عضویت رسمی آن درآید. او در سال ۱۳۲۳ پس از اختلافاتی که با حزب توده پیدا کرد، از آن حزب اخراج شد. وی از خرداد ۱۳۲۲ به انتشار روزنامه آزیر پرداخت. در انتخابات مجلس چهاردهم به عنوان یکی از نمایندگان ۹ گانه آذربایجان انتخاب شد، اما اعتبارنامه‌اش رد شد. در تایستان ۱۳۲۳ وارد حزب دموکرات شد که به عنوان احیای حزب دموکرات صدر مشروطه تأسیس شده بود؛ اما در پائیز ۱۳۲۳ هنگامی که حزب دموکرات با اعطای امتیاز نفت شمال به مخالفت پرداختند، پیشه‌وری از آن حزب جدا شد. در روزنامه آژیر به نفع درخواست شوروی موضع گرفته و به مصدق و قانون ۱۱ آذر حمله کرد. با این پیشینه بود که پیشه‌وری به عنوان گزینه مناسب برای رهبری فرقه دموکرات آذربایجان در نظر گرفته شد. اسناد و شواهدی در دست است که نمایانگر طرح تأسیس فرقه دموکرات از سوی میرجعفر باقراف، رئیس حزب کمونیست آذربایجان شوروی بود و به احتمال بالا، از سوی شخص یوزف استالین، هدایت می‌شد. در همین زمان در کردستان نیز بحران مشابهی ایجاد شد. قاضی محمد در مهاباد اعلام خودمختاری کرد و از سوی عوامل شوروی میان کردها و فرقه دموکرات پیوند برقرار شد. نمایندگان هر دو گروه به باکو سفر کردند و با میرجعفر باقراف، دیدار و گفتگو کرده و دربارهٔ آینده حرکت خود، رهنمودهایی گرفتند. در ۲۱ آذر ۱۳۲۴، فرقه دموکرات در تبریز، خودمختاری آذربایجان و تشکیل دولت خودمختار مجلس ملی آذربایجان را اعلام کرد و چندی پس از او، کردها نیز در مهاباد، مجلس ملی تشکیل داده و اعلام خودمختاری کردند.
درون آذربایجان، پیشه‌وری اهمیت تفاوت‌های طبقاتی را پایین آورد و بر نزاع گروهی تمرکز کرد و با پشتیبانی شوروی دو رفرم را آغاز کرد: بازتوزیع زمین در تملک غیر آذربایجانی (که در ۶۸۷ تا از بیش از ۷۰۰۰ روستا مصادره شد) و ملی سازی بانک‌های بزرگتر. او همچنین شروع به کار در خصوص جاده‌ها کرد که شدیداً مورد نیاز بود، برای کارگران مقرری رفاهی ایجاد کرد و ترکی آذربایجانی را زبان رسمی آذربایجان اعلام کرد. این رفرم‌ها -حداقل مقاصدی که آن‌ها را برمی‌انگیخت- محبوب بودند، ولی دشواری‌های اقتصادی (در درجه اول نتیجه آب و هوا و برداشت محصول بد) او را مجبور ساخت از کشاورزان و اربابان پول بیشتری از آنچه در نظام قدیمی مطالبه می‌شد طلب کند. آذربایجان با نیروی پلیسی که از ان کا وه ده شوروی الگوبرداری شده بود، تبدیل به حکومتی پلیسی شد. حتی آنان که حکومت پیشه‌وری برایشان مساعد بود، سوء استفاده او از قدرت را محکوم کردند.
در این بین ایران در ۱۹ ژانویه ۱۹۴۶ خواستار تفحص در خصوص مداخله روسیه در امور داخلی ایران شد. در فوریه و مارس ۱۹۴۶ شوروی‌ها تلاش کردند به احمد قوام (قوام السلطنه) نخست‌وزیر فشار بیاورند تا خودمختاری فرقه دموکرات را به رسمیت بشناسند و به ایجاد یک شرکت نفتی ایرانی-شوروی تن در بدهد؛ آنان در تعارض با معاهده سه جانبه اعلام کردند تا نظم مستقر نشود و رویه خصمانه ایران خاتمه نیابد آذربایجان را تخلیه نخواهند کرد. تاریخ تعیین شده از سوی معاهده سه جانبه برای عقب‌نشینی همه قشون خارجی از ایران تا ۲ مارس سر رسید، قشون بریتانیایی و آمریکایی عقب‌نشینی کردند ولی قشون شوروی نکرده بودند. در جریان سه هفته بعدی ۲۰۰ تانک و ۲۵۰۰ وسیله نقلیه سنگین تقویتی شوروی وارد تبریز شدند و در جنوب به سوی قزوین، غرب به سوی مرز ترکیه، و جنوب‌غربی به سوی مرز عراق مستقر شدند. تفسیرهای متفاوتی از استقرارهای بعدی می‌شود. انگیزه شوروی و حرکت‌هایشان که احتمال کودتا را نشان می‌دهد هرچه که بود، با دیپلماسی استادانه ایران و حمایت محکم آمریکا از پرونده ایران در سازمان ملل متحد خنثی شد. شوروی‌ها نهایتاً موافقت کردند عقب‌نشینی کنند ولی فقط پس از مباحثات مفصل در این خصوص در سازمان ملل و تعهد قوام به تصویب رساندن موافقتنامه استخراج نفت در شمال ایران ظرف هفت ماه.
از آغاز ماجرا، دولت ایران بارها تلاش کرد تا با استقرار اقتدار نظامی و اداری خود در آذربایجان و کردستان، از ادامه و گسترش بحران پیشگیری کند، اما هربار با ممانعت نیروهای شوروی روبه‌رو می‌شد. برای نمونه، هنگامی که صدرالاشراف، تلاش کرد با انتصاب مهدی فرخ، به استانداری آذربایجان، گامی در راه بازگرداندن اقتدار دولت در آن سرزمین بردارد، با مخالفت و ممانعت شوروی روبرو گشت و تلاش او نافرجام ماند. در این شرایط، دولت صدر اعلام کرد که انتخابات مجلس پانزدهم را تا تخلیه ایران به تعویق خواهند انداخت. آن زمان ترس از کمونیسم و هراس از دخالت شوروی در انتخابات مناطق اشغالی، توجیه کافی برای تعویق انتخابات بود. حتی چندی بعد در دولت قوام، پاره‌ای از علمای دینی تهدید کردند که اگر دولت انتخابات برگزار کند، آن را تحریم خواهند کرد و کفن‌پوش به خیابان خواهند آمد.

## مذاکرات ایران و شوروی برای تخلیه ارتش سرخ

نشست مشترک قوام و سادچیکف برای امضای قرارداد.

با فروپاشی کابینه حکیمی و معرفی کابینه قوام به مجلس در ۲۹ بهمن، قوام برای دیدار و گفتگو با مقامات شوروی جهت برون‌رفت نیروهای شوروی از ایران و حل و فصل بحران آذربایجان و کردستان، راهی مسکو شد. استالین، در مورد خودمختاری آذربایجان به قوام گفت که آن را مغایر با استقلال ایران نمی‌بیند. پیرامون تخلیه ارتش سرخ شوروی نیز تأکید داشت که بر پایه بند ششم قرارداد ۱۹۲۱ میلادی، شوروی حق دارد که نیروهایش را در ایران نگه دارد. استالین به سابقه ادعاهای ارضی ایران نسبت به خاک شوروی پس از جنگ جهانی اول اشاره کرد تا خطر تجاوز ایران به قلمرو شوروی را گوشزد کرده تا نگه‌داری نیروهایش را در ایران بدین‌گونه، توجیه سازد. همچنین او در گفتگو با قوام به مسئله نفت شمال و درخواست شوروی برای اخذ امتیاز آن اشاره کرد.
دور دوم گفتگوها بین قوام و مولوتوف انجام شد و او برای گفتگو در رابطه با مسئله نفت، اعلام آمادگی کرد. اما با اشاره به اینکه انعقاد هر قراردادی منوط به تصویب آن در مجلس است و همچنین با اشاره به سرآمدن عمر مجلس چهاردهم و منافات برگزاری انتخابات مجلس پانزدهم با اشغال آذربایجان، اظهار داشت که تنها راه مذاکره و انعقاد قرارداد پیرامون نفت شمال، خروج نیروهای شوروی از آذربایجان است. او همچنین یادآور شد که خودمختاری آذربایجان با متن قانون اساسی ایران منافات دارد. اما گفت که حاضر است با وجود چنین قوانینی، برخی امتیازها را به ایالت آذربایجان بدهد و به‌شماری از خواسته‌های مشروع ترک‌های آذربایجان در چهارچوب قانون اساسی، تن دردهد. اما مولوتف نیز بر مواضع پیشین استالین (مسئله نفت و خودمختاری آذربایجان نافی قانون اساسی ایران نیست) تأیید داشت. گفتگوهای مسکو نافرجام ماند و قوام در ۱۹ اسفند به تهران بازگشت. دو روز بعد، مجلس چهاردهم پایان یافت و فترتی طولانی در بازگشایی مجلس پدید آمد که تا ۱۵ ماه بعد (تیر ۱۳۲۵) ادامه یافت.
با این حال، قوام در مذاکرات بازنده نبود. او توانست دیدگاه سران حزب شوروی را بر اصل «آذربایجان مسئله داخلی ایران است» متقاعد سازد و همچنین موافقت آن‌ها با ادامه مذاکرات در تهران، به دست آورد. سادچیکف، سفیر جدید شوروی در تهران، گفتگوها را پی گرفت، اما در آخرین روهای اسفند، در آستانه گفتگوهای قوام-سادچیکف، قوام به حسین علاء (سفیر وقت ایران در سازمان ملل) دستور داد تا شکایت جدید ایران از شوروی را از مطرح کند. در شکایت دوم، بر خلاف قبلی، آمریکا و بریتانیا هم پشتیبان ایران بودند. گفتگوهای قوام با سادچیکف سرانجام به امضای موافقت‌نامه مشهور به قرارداد قوام-سادچیکف به تاریخ ۱۵ فروردین ۱۳۲۵، منجر شد. محور این قرارداد، سه موضوع بود:

1. نیروهای ارتش سرخ، تا پایان اردیبهشت ۱۳۲۵ شمسی، همه خاک ایران را ترک کنند.
2. شرکت نفت مختلط ایران و شوروی تشکیل شود.
3. غائله آذربایجان، مسئله داخلی ایران شناخته شود.

بدین ترتیب، تخلیه نیروهای شوروی آغاز شد که تا ۱۹ اردیبهشت همان سال، به پایان رسید.
قراردادی هفت‌ماده‌ای برای تشکیل شرکت نفت ایران و شوروی به امضا رسید که بر اسا آن، مدت عملیات شرکت پنجاه سال بود و سهم شوروی در بیست و پنج سال اول آن، ۵۱٪ و در بیست و پنج سال دوم آن، ۵۰٪ بود و پس از انقضای مدت قرارداد، همه دارایی‌ها و تأسیسات شرک، از آن ایران می‌شد. در پایان، این قرارداد بر اساس اساس بند دوم موافقت‌نامه قوام-سدچیک اعلام شده بود که قرارداد ایجاد شرکت نفت مختلط ایران و شوروی بایستی به محض تشکیل شورای ملی ایران، و حداکثر تا مدت هفت ماه از تاریخ ۲۴ مارس ۱۹۴۶، برای تصویب، پیشنهاد گردد. درحالی که گفتگوهای قوام با سادچیکف در جریان بود، شکایت ایران نیز در شورای امنیت ملی سازمان ملل مطرح شد و مورد بررسی قرار گرفت. سفیر شوروی در سازمان ملل با اشاره به موافقت‌نامه و خروج نزدیک ارتش سرخ، از سازمان خواست که شکایت ایران را از دستور کار شورای امنیت خارج سازد، اما حسین علاء (سفیر وقت در سازمان ملل) تأیید کرد که شکایت ایران تا زمانی که مسئله به‌طور کامل حل نگشته، باید در درستور کار شورا باقی بماند. قوام پنهانی به علاء دستور داده بود که شکایت ایران را پس نگرید و به همه دستورهای رسمی وی برای پس‌گیری آن بی اعتنا باشد.
یکی دیگر از عوامل خروج ارتش سرخ از شمال ایران، اولتیماتوم هری ترومن بود. با وجود اینکه هری ترومن در نشست خبری در ۱۹۵۲ م، به افشای اولتیماتوم خود به استالین اشاره داشت، اما (بعدها) هرگز سندی از آرشیو وزارت امور خارجه ایالات متحده در این‌باره، منتشر نگردید. برخی مورخین دربارهٔ صحت این ادعا، تردید دارند و حتی به کلی آن را نادرست دانسته و آن را افسانه قلمداد کرده‌اند؛ با این حال، رحمانیان هشدارهای مکرر آمریکا را در این رابطه، بی‌تاثیر نمی‌داند.
جمیل حسنلی در کتاب خود آورده است که «نه هریمن، سفیر آمریکا در مسکو و نه کنان، جانشین وی و نه جرج آلن، جانشین رئیس اداره خاورمیانه در وزارت خارجه و نه حتی برنز، وزیر امور خارجه، وجود سندی دربارهٔ اولتیماتوم ایالات متحده به شوروی را به خاطر نمی‌آورند».

## آغاز خروج ارتش سرخ شوروی
در ۲۴ مارس ۱۹۴۶ (۴ فروردین ۱۳۲۵) استالین و آ. آنتونوف، رئیس ستاد ارتش سرخ دستور فوری امضا کردند. گیرندگان این فرمان، ماسلینکوف، فرمانده نیروهای مستقر در باکو و لوچینسکی، فرمانده ارتش چهارم بود. رونوشت این فرمان برای باقروف نیز فرستاده شد:
۱- تخلیه تمام یگان‌ها، بخش اداری و انبارهای سپاه چهارم مقیم ایران را آغاز کنید و آن‌ها را در اراضی پادگان نظامی باکو مستقر سازید.
۲- خروج نیروها روز ۲۴ مارس قبل از ساعت ۲۰ آغاز می‌شود و حداکثر سی‌ام آوریل تا دهم مه به پایان می‌رسد. در وهلهٔ اول، نیروها از قزوین، رشت، زنجان، گرگان و ساری تخلیه می‌گردند. خروج لشکر یکم زرهی در نوب بعد انجام شود.
۳- خروج نیروها همراه با نظم و ترتیب، آرامش، بی‌هیاهو و شتاب صورت گیرد. فرماندهان و ارگان‌های سیاسی واحدها هنگام خروج، مراسم تودیع با اهالی برگزار کنند و بخشی از خواروبار خود را میان آن‌ها تقسیم کنند.
در ۲۶ مارس ۱۹۴۵ (۶ فروردین ۱۳۲۵)، یعنی دو روز پیش از نشست شورای امنیت، گرومیکو، نمایندهٔ شوروی در سازمان ملل، خروج کامل نیروهای شوروی را از ایران در مدت شش هفته، وعده داد.
در پایان مارس ۱۹۴۵، نیروهای شوروی، کرج، زنجان، بابلسر، بابل و نوشهر را ترک کردند. در یکم آوریل (۱۲ فروردین)، شاهی، میانه و در دوم آوریل، بندرشاه از نیروهای شوروی تخلیه شد. در همان روز موتولف، تلفنی به باقراف دستور داد که پیشه‌وری را برای گفتگو با نمایندگان تهران و دادن امتیاز مورد انتظار آماده کنند و نمایندگان شوروی در تبریز با وی به تفاهم برسند.
شب سوم و چهارم آوریل، نمایندگان شوروی (میرزا ابراهیم‌اف، حسن‌اف، آتاکیشی‌یف، کریم‌اف) با پیشه‌وری دیدار کردند و پیشنهادهای شوروی را که مورد موافقت کلی دولت ایران قرار گرفته بود، به آگاهی وی رساندند. میرزا ابراهیم‌اف متن تندنویسی شده گفته‌ها و دستورهای باقراف را دربارهٔ چگونگی رفتار با دولت ایران را قرائت کرد.
در پنجم آوریل، پیشه‌وری، شبستری، پادگان و دکتر جاوید در تبریز با نمایندگان شوروی (میرزا ابراهیم‌اف، حسن‌اف، آتاکیشی‌یف، کریم‌اف) بار دیگر دیدار کردند. هم‌زمان با این دیدار، موافقت‌نامه مربوط به خروج نیروهای شوروی از خاک ایران در عرض یک ماه و نیم و تأسیس شرکت مختلط ایران و شوروی میان قوام‌السطنه و سادچیکف، سفیر شوروی در تهران به امضا رسید.
یک روز پیش از آمدن هیئت آذربایجان به تهران، باقراف گزارشی دربارهٔ امور «آذربایجان پس از خروج ارتش سرخ» به مسکو فرستاد که در آن دستور داد تا «۶۲ عراده توپ، ۳۴۸۶۵ عدد گلوله توپ، ۴۹ مسلسل آشیانه‌ای و ۴ میلیون فشنگ از ایران خارج گردد». در همان گزارش باقراف سه مورد را از رهبران شوروی درخواست کرد:
۱- لوازم چاپ (متعلق به شوروی) در اختیار خانهٔ فرهنگ تبریز قرار گیرد تا بتواند مانند انگلیسی‌ها و آمریکایی‌ها، هفته‌نامه منتشر سازند.
۲- ایستگاه فرستندهٔ رادیویی تأسیس شده در تبریز به عنوان هدیه ارتش سرخ در اختیار دولت محلی (پیشه‌وری) قرار گیرد.
۳- کارخانه تریکوبافی‌ای که قبلاً از باکو به تبریز فرستاده شده به کمیته مرکزی حزب دموکرات آذربایجان واگذار شود تا حزب، پشتیبانی مالی داشته باشد. بدین منظور اسناد فروش آن به نام گروهی از تجار دموکرات تنظیم شود.

## مذاکره قوام با پیشه‌وری
با امضای موافقت‌نامه و آغاز خروج ارتش سرخ، قوام آماده حل و فصل قضیه آذربایجان و کردستان شده بود. در روز دوم اردیبهشت ۱۳۲۵ / ۲۲ آوریل ۱۹۴۶، دولت ایران بیانه‌ای صادر و موافقت خود را با پاره‌ای از درخواست‌های فرقه دموکرات در زمینه انتخاب برخی از مدیران ادات محلی از افراد بومی و از سوی انجمنهای ایالتی و ولایتی، آموزش به زبان ترکی آذربایجان در مقطع ابتدایی، در نظر گرفتن اعتبارات مالی برای آبادی و عمران آذربایجان، افزایش نمایندگان آذربایجان در مجلس شورای ملی و غیره در چهارچوب اصول متمم قانون اساسی اعلام کرد. پس از آن در هشتم اردی‌بهشت به دعوت دولت، هیئتی به ریاست پیشه‌وری به تهران آمد تا پیرامون قضیه گفتگو کند. این گفتگوها دو هفته ادامه یافت. پیشنهاد سی و سه ماده‌ای دموکرات‌ها بسیار فراتر از چهارچوب اصول متمم قانون اساسی ایران بود. آن‌ها می‌خواستند که در همه امور ایالت، مستق باشند و دولت فقط در سیاست و مناسبات خارجی، حق دخالت داشته باشد. دموکرات‌ها، خواسته‌های خود را بر پایه «منشور آتلانتیک» و نه بر پایه قانون اساسی ایران توجیه می‌کردند. اما دولت بر پایه بیانه‌ای که در دوم اردی‌بهشت صادر کرده بود، گفتگو می‌کرد. در جریان گفتگوها، دولت پاره‌ای از درخواست‌های دموکرات‌ها، به ویژه برای اصلاحات ارضی و افزایش نیروی نظامی دموکرات‌ها در آذربایجان را پذیرفت و دموکرات‌ها نیز به گونه‌ای چشمگیر، مواضع پیشین‌شان را تعدیل کرده و درخواست‌هایشان را کمابیش، در چهارچوب قانون اساسی درآوردند. آن‌ها پذیرفتند که نام «مجلس ملی آذربایجان» را به «انجمن ایالتی آذربایجان»، «شورای وزیران» را به «شورای مدیران» و «وزرای محلی» را به «مدیران محلی دوایر دولتی» تغییر دهند. اما مسئله اصلاح ارضی و تجدیدنظر سازمان نظامی در ایالات به بن‌بست خورد و گفتگوها در ۲۳ اردی‌بهشت / ۱۳ مه به شکست انجامید. به همین سبب، یک ماه بعد، در ۲۱ خرداد/ ۱۱ ژوئن، دولت هیئتی را به سرپرستی مظفر فیروز (معاون سیاسی نخست‌وزیر) برای ادامه گفتگوها به تبریز فرستاد. دو روز بعد، در تاریخ ۲۳ خرداد / ۱۳ ژوئن، مصالحه نهایی حاصل شد و در پی آن، قرارداد جدیدی بر پایه قرارداد سابق (در ماه گذشته)، به امضای پیشه‌وری و فیروز رسید. شب همان روز، مظفر فیروز در رادیو تبریز، نطقی ایراد کرد و امضای این موافقت‌نامه را به منزله یک پیروزی بزرگ و درخشان برای دولت و ملت ایران تبریک گفت.

## فروپاشی فرقه

نامه استالین به پیشه‌وری، برگ اول

نامه استالین به پیشه‌وری، برگ دوم

نامه استالین به پیشه‌وری، برگ سوم

در این حین، فرقه دموکرات هنوز در آذربایجان مستقر بود. گرچه بدون حضور شوروی اقتدار آن شروع به افول کرد. با وجود یک توافق با دولت مرکزی که به آذربایجان خودمختاری قابل توجهی می‌داد و به فرقه دموکرات اجازه می‌داد در قدرت کامل بماند، مذاکرات شکست خورد. تأثیرگذاری هم قوام و هم شاه در حل وضعیت در آذربایجان مهم بود و می‌تواند بدین شکل جمعبندی شود: رفتن شوروی‌ها نظامیان را قادر ساخت مخالفین حکومت تبریز را مسلح کنند؛ بلوایی توسط عشایر قشقایی و بختیاری دولت قوام را قادر ساخت اقتدار دولت مرکزی را بر همه ایران اعمال کند و به نظامیان دستور بدهد که آذربایجان بروند تا نظم را در جریان انتخابات (که فقط با حضور نیروهای امنیتی قادر به برگزاری بود) برقرار کنند. نیروهای ایرانی در مواجهه با تهدید شوروی و با حمایت غیررسمی ایالات متحده در شورای امنیت در صورت بروز هرگونه مشکل، در ۹ دسامبر ۱۹۴۶ شروع به حرکت به سوی آذربایجان کردند. پیشه‌وری تا ۲۱ آذر ۱۳۲۵/ ۱۳ دسامبر ۱۹۴۶ به باکو گریخته بود و نیروهای ایرانی وارد تبریز شده بودند. قاضی محمد دو روز بعد تسلیم شدن مهاباد را اعلام کرد. جمهوری‌ها تقریباً یک سال پس از اعلام موجودیت شان فروپاشیدند. در این روند، چند صد شورشی کشته شدند، در حالی که حدوداً ۱۰۰۰ آذربایجانی و ۱۰۰۰۰ کرد تحت رهبری ملا مصطفی بارزانی به شوروی گریختند. ردیف‌های اجساد تلوتلوخوران بر چوبه‌های دار در بسیاری از میدان‌های آذربایجان و شمال کردستان ماه‌ها یاداوران ترسناک این حکومت‌ها بودند. یک روند پیچیده انتخاباتی در ایران که از ژانویه شروع شده بود در ژوئن ۱۹۴۷ پایان یافت. مجلس پانزدهم در ژوئیه افتتاح شد و به توافق بحث‌برانگیز نفتی با اتحاد شوروی رأی نداد. سپس توافق با رأی ۱۰۲ به ۲ رد شد و مسائل ناشی از اشغال آذربایجان توسط شوروی نهایتاً پایان یافت.
مذاکرات قوام و پیشه‌وری، به چند دلیل که یکی از مهم‌ترین آن‌ها، مخالفت‌های شاه بود، به شکست گرایید. قوام. به تدریج فهمید که طرحش برای دادن نوعی امتیاز، هر چند کوچک، به شوروی برای نفت شمال و خودمختاری آذربایجان به پیشه‌وری، هر دو عملاً ناممکن است. تنها آن زمان بود که موافقت خود را با آغاز عملیات ارتش ایران در آذربایجان اعلام کرد. در ۲۰ آذر ۱۳۲۵، واحدهای ارتش ایران به فرماندهی شاه و تیمسار حاجعلی رزم‌آرا، به قصد برانداختن فرقه دموکرات وارد آذربایجان شدند. قبل از عملیات ارتش، سفارت شوروی در تهران، حزب توده و فرقه دموکرات در تبلیغات و تظاهرات گسترده‌ای، بر آن شدند که شاه و قوام را از آغاز این حمله برحذر دارند. سفیر شوروی تهدید کرد که آغاز این عملیات، چه بسا بروز جنگ تمام عیار بین شوروی و ایران را سبب شود. پیشه‌وری هم به فدائیان فرقه، وعده‌داده بود که مرگ را بر شکست و عقب‌نشینی ترجیح خواهد داد.
نامه‌های پیشه‌وری به استالین و پاسخ‌های استالین به آن، به روشنی گواهی این حقیقت است که پیشه‌وری، علی‌رغم ادعاهایی که در نطق رادیویی‌اش کرده بود، عملاً به شرایط پس از موافقت قوام-سادچیکف تن داد و ناگزیر، از روی اکراه، به گفتگو با هیئت فیروز در تبریز از سفارش‌های مسکو و شخص استالین، پیروی کرده بود. پیشه‌وری در نامه‌اش، شوروی را به بی‌اعتبار ساختن فرقه متهم کرد و در مقابل، استالین به او توصیه کرد که واقعیت‌ها را بپذیرد و دست از آرمان‌گرایی بردارد. استالین در پاسخ به پیشه‌وری، نامهٔ فوق‌محرمانه‌ای برای او نوشت:
آن‌طوری‌که من دریافتم، شما می‌گویید که ما ابتدا شما را به اوج رساندیم، حال شما در پرتگاه رها کردیم و به شما خیانت کردیم.
رهبر شوروی استراتژی خود را برای پیشه‌وری بیان می‌کند:
می‌خواستیم دولت ایران را بترسانیم، تا مطمئن شویم که بتوانیم امتیازی از این راه بدست آوریم.
هدف شوروی از اشغال ایران، ترساندن تهران برای فرمانبرداری و اطاعت بود.
در پائیز ۱۳۲۵ شمسی، قوام به بهانه امن کردن کشور برای برگزاری انتخابات، تصمیم به اعزام نیرو به آذربایجان گرفت؛ استالین در آخرین نامه خود به پیشه‌وری، دستور داد که از رؤیایی نظامی با نیروهای دولت بپرهیزد و اگر چه پیشه‌وری مردم را به مقابله و مقاومت فراخواند، ولی در بیشتر مناطق، مردم به پیشواز و حتی کمک ارتش رفتند. بنابر گزارش‌ها، پیش از اینکه پای ارتش به تبریز برسد، مردم علیه فرقه به‌پا خاستند و شماری از سران آن را اعدام کردند. روز ۲۱ آذر ۱۳۲۵، ارتش وارد تبریز شد و غائله آذربایجان خاتمه یافت. چندی بعد با دستگیری و اعدام قاضی محمد، غائله کردستان نیز پایان گرفت. پیشه‌وری و بسیاری از اعضای فرقه، گرچه شعار «مرگ هست، بازگشت نیست» سر داده بودند، لیکن به شوروی گریختند. چندی بعد، پیشه‌وری در یک سانحه جاده‌ای، درگذشت. سانحه‌ای که به اعتقاد برخی از مورخان، ساختگی بود.
مطابق شهادت افسران توده‌ای که در خدمت حکومت خودمختار بوده‌اند، نیروهای شوروی هنگام تخلیه ایران تمام توپ‌ها و تجهیزات سنگینی که به فرقهٔ دموکرات داده بود از آن پس گرفتند و در دست نیروهای فرقهٔ تفنگ و چند عدد مسلسل، دو یا سه توپ سبک قدیمی باقی‌مانده بود که هنگام تصرف پادگان تبریز به دست آورده بودند. شوروی‌ها با قطع کمک خود از فرقه، کمک استراتژیکی خود را هم از فرقه بریدند و به رهبران آن توصیه کردند که با حکومت مرکزی به هر صورت کنار بیاید، رفت‌وآمدهای پیشه‌وری و پادگان و دیگران به تهران برای همین منظور بود.
امّا قوام السلطنه از آغاز تمام آن‌ها را به بازی گرفته بود و از این فرصت استفاده می‌کرد تا پایگاه‌های مردمی حزب توده و فرقهٔ دموکرات را سست و ضعیف سازد و دشمنان قسم‌خورده‌ای آن‌ها را در آذربایجان و سراسر ایران قوی و مجهّز کند. در آن زمان قوام نخست‌وزیری بود که هر کار می‌خواست می‌کرد و به هیچ‌کس پاسخ‌گو نبود. نه مجلسی وجود داشت که از او بازخواست کند و نه شاه چنین قدرتی داشت. غیر از دستگاه حزب دموکرات ایران که خود قوام رهبر آن بود، قوام سازمان اطلاعاتی خصوصی درست کرده بود که عمال آن در سراسر ایران و به ویژه آذربایجان اخبار محرمانه‌ای را در اختیارش می‌گذاشتند. شواهدی در دست است که بعضی از سران فرقه با قوام سر و سرّی داشتند. به احتمال قوی در داخل فرقه جاسوسان و خبرچینانی داشت.
افزون بر این در درون دو دستگی‌هایی وجود داشت. افسران فدایی یعنی آذربایجانی، افسران توده‌ای را برنمی‌تافتند و آن‌ها را «فارس افسر لَر» (افسرهای فارسی‌زبان) می‌نامیدند. مهاجرهای که از باکو آمده بودند با توده‌ای‌هایی که از استان‌های دیگر به آذربایجان رفته بودند بد رفتاری می‌کردند. این مهاجرها با مردم دیگر آذربایجان هم چون حاکم و محکوم رفتار می‌نمودند و موجب تنفر از آن‌ها که از آغاز به علّت عرق ملّی و بیزاری مردم از جدایی سری به ایشان نظر خوشی نداشتند، می‌گردید و بر آن سخت می‌افزود.
شاه و دربار هم بی‌کار ننشسته بودند و در میان افسران ارشد و حتی میانی ارتش، آتش کینه را نسبت به اعضای فرقه و حزب توده برمی‌افروختند. شاه هم عاقلانه منتظر فرصت نشسته بود و خود را برای استفاده از امکانات مناسب آماده می‌کرد. طبیعی است که شاه هم هوادارانی در آذربایجان داشت که منتظر فرصت برای گرفتن انتقام و خون‌ریزی بودند.
هنگامی که ارتش به سوی آذربایجان حرکت کرد دولت شوروی که نمی‌خواست در آن شرایط جهانی آتش جنگ در پیرامون مرزهایش افروخته شود و ضمناً اطمینان زیادی هم به قدرت نظامی و جنگی فرقه نداشت، به رهبران فرقه توصیه کرد از جنگ و مقاومت خودداری کنند و از در مدارا با دولت و ارتش اعزامی درآیند. پیشه‌وری که نمی‌توانست چنین وضعی را تحمل کند استعفا داد و بیریا به جای او به رهبری فرقه منصوب شد. خبر استعفای پیشه‌وری و عزیمت او به خارج همراه با اخبار وحشتناکی از رفتار مخالفان فرقه در زنجان و میانه با فداییان و اعضای فرقه می‌رسید، ترس و هراس را در دل‌های اینان به حد نهایت رساند و عزیمت آنان به سوی مرزهای شوروی آغاز شد. اینک فرصتی که عمال سر سپردهٔ قوام و شاه و دشمنان دیگر فرقه‌ای‌ها و به ویژه اراذل و اوباش و دزدان و غارتگران منتظر آن بودند فرا رسیده بود و پیش از آن‌که پای سربازان ارتش به تبریز برسد سیل خونی در کوچه‌های آن جاری شد.
در آذر ۱۳۲۵ نیروهای نظامی شوروی از ایران خارج شدند که این امر یکی از بزرگ‌ترین عوامل تضعیف فرقه گردید. پس از خروج نیروهای شوروی از ایران و همچنین فشارهای دولت‌های غربی، ارتش ایران و شورش مردم حکومت فرقه را برانداخت و بسیاری از رهبران و فعالان فرقه به شوروی گریختند.
بنابر گزارش کلنل پایبوس تا ورود نیروهای دولتی مردم حدود ۳۰۰ تن از اعضای فرقه دموکرات که بیشتر نیروهای مسلح حزب که از قفقاز به ایران آمده بودند را کشته بوده‌اند که با ورود ارتش این کشتارها متوقف شد. نشریه «آزادلیق یولوندا موبارزه» که وابسته به حزب دموکرات بود آمار کشته شدگان را با درج نام و مشخصات حدود ۴۰۰ نفر عنوان کرد.

## سرنوشت اعضای اصلی فرقه پس از فروپاشی
| اسم                      | سمت                                                         | شرح فعالیت سیاسی | سرنوشت |
| ------------------------ | ----------------------------------------------------------- | --- | --- |
| سید جعفر پیشه‌وری         | رهبر فرقه                                                   | | پس از فرار به آذربایجان شوروی، در سانحه جاده‌ای به تاریخ ۲۰ تیر ۱۳۲۶ درگذشت. علی توده (از اعضای فرقه دموکرات آذربایجان) در یک نشریه روسی در سال ۲۰۰۶ مدعی شد پیشه‌وری به فرمان باقراف و با همکاری غلام یحیی دانشیان کشته شد. کاوه بیات هم احتمال می‌دهد او بر اثر دعوایش با باقراف و توطئه باقراف، در حادثه رانندگی کشته شده باشد. |
| میرجعفر باقر اف          | دبیرکل حزب کمونیسم آذربایجان شوروی و بنیانگذار فرقه دموکرات | باقراف پیش از تشکیل شوروی با پیشه وری رفاقت داشت. پس از اشغال ایران و انتخابات مجلس چهاردهم همکاری هایی بین این دو برای راه یابی وی به مجلس صورت گرفت. حزب توده به دلیل تسلیت پیشه وری به مناسبت درگذشت رضاشاه، از تصویب اعتبار نامه وی سرباز زد که این داستان منجر به قهر وی و تاسیس فرقه دموکرات گردید. | پس از مرگ استالین دستگیر و در ۱۹۵۵ محاکمه و به اعدام محکوم شد. |
| نصرت‌الله جهانشاه‌لو افشار | معاون‌اول حزب                                                | وی دانشجوی پزشکی و معاون پیشه وری بود. پدر او از زمین داران زنجان بود. | در سال ۱۳۲۵ با فروپاشی حکومت فرقه آذربایجان به باکو می‌رود و در آنجا به پیشه‌وری می‌پیوندد. او به زودی از گذشته خود پشیمان شد و خاطرات خود را از دوران فرقه نوشت. وی در آلمان درگذشت. دکتر جهانشاه‌لو بیش از ۲۶ سال در شوروی (از آذر ماه سال ۱۳۲۵ ورود به شوروی تا سال ۱۳۵۱ خروج از شوروی) اقامت داشت. |
| آتاکیشیف                 | سفیر شوروی در ایران                                         | | پس از مرگ استالین دستگیر و به ۲۵ سال زندان محکوم شد. |
| معصومه مصور رحمانی       | همسر جعفر پیشه‌وری                                           | | او پس از مرگ پیشه‌وری به سفارت ایران در باکو مراجعه و درخواست پناهندگی کرد. پس از ورود به ایران در اواسط دهه ۱۳۳۰، در آپارتمانی در میدان ولیعصر تهران کوچه شقاقی نزد خواهرش زندگی کرد. در گفتگو با ساواک از اقدامات همسرش اعلام برائت کرد و اطلاعاتی به مأمورین در خصوص افراد فرقه داد. وی در سال ۱۳۷۶ درگذشت. |
| غلام یحیی دانشیان        | فرمانده فدائیان فرقه                                        | | جهانشاهلو در خاطراتش می نویسد که او به هنگام فرار غارت اموال مردم پرداخت و علاوه بر دام های غارتی زنجان دام های اطراف میانه را هم برای تحویل به روس ها روانه اردبیل کرد. همچنین پولهای بانک میانه توسط وی به سرقت رفته و به روسها تحویل داده شد. پس از مرگ پیشه وری به عنوان صدر فرقه انتخاب شد و به هنگام ادغام قرقه و حزب توده به کادر مرکزی راه پیدا کرد. در سال 2006 در باکو درگذشت. |
| صادق پادگان              | معاون پیشه‌وری                                               | شغل اصلی او حسابداری بود. جهانشاهلو از وی به نیکی یاد می کند و او را مردی پاکدامن دانسته است. | پس از فرار از ایران برای مدتی در صدر فرقه دموکرات باقی ماند اما بعدها غلام‌یحیی دانشیان جای او را گرفت. |
| غلامرضا الهامی           | وزیر دارایی                                                 | او اهل تبریز بود و پدرش از کارگزاران گذشته وزارت خارجه بود و مدتی شهردار تبریز بود و عضو حزب توده بود. جهانشاهلو در خاطرات خود می‌نویسد: از آقای پیشه‌وری شنیدم که به سبب پرونده اختلاسی که به حق یا ناحق داشت، زیر پیگیرد بود و گویا دستور بازداشت او هم صادر شده بود، هنگامی که کار فرقه تبریز بالا گرفت، بدان پیوست. از دید مالی در گوشه و کنار، دربارهٔ او، به‌ویژه دربارهٔ چاپ برگ‌های قرضه‌ای که فرقه به جای پول کاغذ به کار می‌برد، چیزهایی شنیده می‌شد که چون عمر حکومت فرقه دوام نکرد، زمان بررسی آنها و سندهای بانکی نرسید، تا درست یا نادرست بودن آن آشکار گردد. اما کارهایی که شایسته یک وزیر نبود، او انجام می‌داد. در این میان، کارگاهی به سرپرستی همسر خود دائر کرده بود که در آن گروهی زن مزدور، به دوخت و دوز سرگرم بودند و با پارچه‌های ارزانی که از وزارت اقصاد دریافت می‌کرد، پیراهن‌های مردانه تولید و به تهران می‌فرستاد و به قیمت گران به فروش می‌رساند. | |
| دکتر مهتاش               | وزیر کشاورزی                                                | | پس از سقوط فرقه از قوانین عفو عمومی استفاده کرده و از ایران خارج نشد. |
| صفر قهرمانی              |                                                             | وی عضو حزب انجمن ایالتی حزب توده بود و پیش از تشکیل فرقه دموکرات در سایه حمایت ارتش سرخ در تبریز فعالیت سیاسی خشونت‌آمیزی علیه مخالفان فرقه صورت داد. بر اساس گزارش روزنامه‌های وقت، دادستان تبریز را در مرداد ۱۳۲۴ به همراه دسته ای از چاقوکش‌های توده ای-فرقوی در خیابان به قتل رسانید. همچنین به گزارش روزنامه هور، داماد یکی از مخالفین فرقه را برای ارعاب مردم، تکه‌تکه کرد. | پس از شکست فرقه به عراق گریخت، اما در ۱۳۲۷ به ایران بازگشت و بازداشت شد و مدت ۳۲ سال در زندان ماند. در ۱۳۸۱ درگذشت. |
| حسن اورنگی               |                                                             | | پس از سقوط فرقه از قوانین عفو عمومی استفاده کرده و از ایران خارج نشد. |
| سلام‌الله جاوید           | وزیر داخله                                                  | جاوید که هنگام تشکیل فرقه، استاندار آذربایجان بود، | به‌دلیل رابطه خوب با دولت مرکزی، هنگام ورود ارتش به تبریز دچار مشکل نشد، اما بعد در تهران او را به دو سال زندان محکوم کردند که با واسطه‌گری شاه دوباره به همان مناصب رسید. او از معدود سران فرقه بود که به‌دلیل سیاستمداری جان سالم به در برد. او در ۲۸ آبان ۱۳۶۵ با زندگی وداع و بنا به وصیتش در قبرستان وادی رحمت تبریز به خاک سپرده شد. |
| محمد بی‌ریا               | وزیر فرهنگ                                                  | | او به شوروی فرار کرد و به مدت ۲۰ سال در سیبری، در تبعید بود. پس از انقلاب ۱۳۵۷ و سقوط حکومت پهلوی، به ایران بازگشت که در سال ۱۳۶۲ به اتهام همراهی با حزب توده دستگیر شد. به مدت یک سال زندان بود و چند ماه پس از آزادی درگذشت. |
| جعفر کاویان              | وزیر جنگ (نیروهای مسلح فدائیان)                             | پدر وی از مشروطه خواهان بود. وی سرکرده قوای شبه نظامی متجاسرین بود. | پس از 21 آذر به شوروی گریخت. عنایت‌الله رضا در خاطراتش می‌گوید به هنگام فرار به شوروی با خود 10 کامیون قالیچه و خواروبار که از مردم و اصناف دزدیده بود به شوروی برد. مدتی به سیبری تبعید شد سپس به منطقه مردکان باکو و قصبه رازین فرستاده شد. تا آخر عمر همان جا زیست. او در 1353 شمسی درگذشت. |
| صادق پادگان              |                                                             | وی دبیر کمیته اجرایی حزب توده در آذربایجان بود که پس از تشکیل فرقه به آن پیوست. پادگان مأمور جدایی کمیته ایالتی و ادغام آن با فرقه دموکرات بود. پس از رایزنی‌های نهایی بین پیشه‌وری، پادگان و شبستری، پادگان به تهران رفت تا کمیته مرکزی حزب توده را از تصمیمی که گرفته شده آگاه کند. پادگان نقش مهمی در تشکیل فرقه داشت. | او پیش از ورود ارتش به تبریز از این شهر فرار کرد و راهی شوروی شد. |
| رضا رسولی                | وزیر تجارت و اقتصاد                                         | | پس از ورود ارتش به آذربایجان، او با تصمیم قبلی، ماندن در تبریز را ترجیح می‌دهد و قریب دو سال در تبریز مخفی می‌شود و نهایتاً با وساطت و شفاعت تنی چند از آشنایان در هفتم آذرماه ۱۳۲۷ به تهران آمده، خود را به ستاد دادرسی ارتش معرفی می‌کند. وی پس از کش و قوس‌های فراوان روانه زندان شده و در محاکمات اولیه به پنج سال حبس با اعمال شاقه محکوم می‌شود اما اوایل آذرماه ۱۳۲۸، مشمول عفو قرار گرفته، مجازات حبس وی اجرا نمی‌شود. |
| داداش تقی‌زاده            | رهبر فرقه در مراغه                                          | | او پس از ورود ارتش به مراغه فرار کرد که بعدها دستگیر و تیرباران شد. |
| بیع‌الله کبیری            | وزیر پست و تلگراف                                           | کبیری مدتی فرماندار خوی و مراغه و مسئول تشکیلات فرقه در این شهر بود. وی از زمین داران بزرگ مراغه و از کارمندان رده بالای دولتی در دوره رضاشاه بود، که در نهایت به وزارت راه، پست و تلفن و تلگراف رسید. روزنامه کانون در مهر ۱۳۲۲ از جنایت‌های وی در حق مردم روستایی و اعدام بی‌دلیل افراد خبر می‌دهد. | او در جریان غائله آذربایجان، فرمانده فداییان در اشغال مراغه، میاندوآب، هشترود، چاراویماق و هولالو بود و در حکومت فرقه دموکرات آذربایجان وزارت راه، پست و تلگراف و تلفن را به‌عهده داشت. پس از ورود ارتش مرکزی، موفق به فرار نشد. او سرانجام دستگیر، محاکمه و اعدام شد. به گفته سیف‌الدینی پس از فرار اکثر اعضای فرقه به آذربایجان شوروی، او توسط مردم دستگیر، از سوی گروه‌های موسوم به وطنخواه محاکمه و پیش از رسیدن ارتش اعدام شد. |
| یوسف عظیما               | وزیر دادگستری                                               | در انتخابات مجلس چهاردهم نامزد حزب توده از ارومیه بود.به گزارش روزنامه وظیفه در 24 بهمن 1324 پنج نف راز اهالی میهن پرست روستای ترپاق قلعه رضائیه را به دلیل مقاومت در برابر قشون متجاوزین بدون محاکمه اعدام کرد. عظیما وزیر دادگستری فرقه و مسئول تشکیلات ارومیه بود. | پس از فروپاشی فرقه دستگیر، از سوی وطنخواهان ارومیه در دادگاه مردمی محاکمه و پیش از رسیدن ارتش اعدام شد. |
| علی شبستری               | رئیس مجلس فرقه                                              | او فعالیت‌های خود را پس از اشغال ایران توسط ارتش سرخ شدت بخشید و در راستای اهداف شوروی برای آذربایجان قرار داشت در سال ۱۳۲۳ از حزب توده اخراج شد و پیش از تشکیل فرقه گروهی به نام «انجمن آذربایجان» که هدف نهایی آن تجزیه طلبی بود تأسیس کرد. شبستری ریاست مجلس فرمایشی فرقه را بر عهده داشت اما عملاً قیامی آن را اداره می‌کرد. هنگام مذاکرات با تهران به همراه سلام الله جاوید با دولت و ارتش همکاری خود را آغاز کرد. | او به هنگام ورود ارتش به تبریز تسلیم شد طبق توافق قبلی در مذاکرات تهران از ارتش استقبال کرده و مورد عفو شاه قرار گرفت. پس از آن فعالیت سیاسی را کنار گذاشت. |
| عبدالصمد کامبخش          |                                                             | وی از اعضای گروه ۵۳ نفر بود. در تشکیل سازمان افسران حزب توده نقش داست. و مورد اعتماد روس‌ها بود و در وصل کردن پیشه‌وری به شوروی نقش داشت. جهانشاهلو در خاطرات خود می‌نویسد پیشه‌وری هنگام سقوط فرقه چندین بار گفته بود:خدا لعنت کند کامبخش را که مرا دوبار به این کارها کشاند. عنایت‌الله رضا در مورد کامبخش می‌گوید وی عامل ک گ ب در مسکو بود. | او پس از سقوط فرقه به شوروی گریخت. وی عضو هیئت اجرایی حزب توده شد و در سال ۱۳۵۳ بر سکته قلبی درگذشت. |
| سلام‌الله جاوید           | وزیر داخله فرقه                                             | او وی وزیر کشور فرقه شد. در مذاکرات با قوام به همراه شبستری به تهران آمد. | پس از سقوط فرقه دموکرات و ورود ارتش با قوای نظامی و دولتی همکاری زیادی کرد که عمده‌ترین آن شناسایی و معرفی عوامل متجاسرین به دادگاه و ارتش به ویژه مخفی گاه‌های آنها بود. وی به دو سال حبس محکوم شده و سپس مدتی به کاشان تبعید شد. برخی مدعی هستند که تا اوایل انقلاب با رایزنی فرهنگی سفارت شوروی همکاری می‌کرد. در عین حال به حرفه پزشکی در تهران مشغول بود. در سال ۱۳۵۹ خاطراتش را از فرقه دموکرات منتشر کرد و در ۱۳۶۸ درگذشت. ایرج اسکندری می‌گوید زمانی که برای مذاکره با قوام در تهران بود مشترکاً جلسه ای مخفی با سفیر شوروی برگزار کردند ولی جاوید مسائل محرمانه این جلسه را به قوام گزارش داد. کیانوری می گوید: جاوید پس از انقلاب به وی مراجعه کرد و پیشنهاد احیای فرقه دموکرات را طرح نمود. اما به او گفته شد بهتر است به کارهای فرهنگی و نشریاتی بپردازد. جاوید کانون آذربایجانی های مقیم تهران را تاسیس کرد. وی در خاطرات خود مدعی شده است که شش بار تا سال 1357 دستگیر شده است. جهانشاهلو به نقل پیشه وری میگوید که جاوید از سوی سازمان امنیت شوروی به او توصیه شده بود.وی در سال 1365 در تبریز درگذشت. |
| فریدون ابراهیمی          | دادستان فرقه                                                | او دانش‌آموخته رشته حقوق از دانشگاه تهران بود. در خانواده ای کمونیست متولد شده بود در ۲۹ سالگی به سمت دادستانی فرقه منسوب شد. بسیاری از مخالفان فرقه به حکم دادگاه‌های غیرقانونی وی کشته شدند. محمود اعتماد زاده (به آذین) می‌گوید با فریدون ابراهیمی در حالی که در مقام دادستان فرقه بود و اونیفورم ارتش سرخ را بر تن داشت دیدار کرده است. ابراهیمی در روزنامه‌نگاری نیز چیره‌دست بود و مدتی اداره روزنامه فرقه را بر عهده داشت. از او یادداشت‌های تاریخی در خصوص مادها و پارسها به صورت مسلسل در ارگان فرقه منتشر شده است. | جهانشاهلو در خاطراتش می‌گوید وی پس از سقوط فرقه در یک خانه مخفی شده بود ولی سلام الله جاوید او را لو داد. در نهایت با حکم دادگاه اعدام شد. |
| اردشیر آوانسیان          |                                                             | او از دوران قیام جنگل در فعالیت‌های کمونیستی حضور داشت. پس از ظهور فرقه از طرف حزب توده به ریاست کمیته ایالتی آذربایجان منصوب شد و به تبریز رفت اما با فرقه به مشکل برخورد کرد. به گفته روزنامه‌های وقت در طرح حمله به روستای لیقوان و کشتار مردم آن توسط فرقه دست داشت. | پس از سقوط فرقه به شوروی گریخت و در ۱۳۳۳ رساله دکتری خود با عنوان نهضت آزادیبخش ملی و دموکراسی در آذربایجان ایران را نوشت. در دانشگاه‌های مسکو، لنینگراد و ایروان به تدریس تاریخ ایران پرداخت. وی به لنینگراد و مسکو تبعید شده بود و قبل از مرگ در ۱۳۶۹ مرگ دختر و جنون همسرش را تجربه کرد. |
| عبدالحسین احمدی          |                                                             | او مسئول فرقه در شهرستان خوی بود. | او بر اثر حمله نیروهای مردمی اعدام شد. |
| محمد بی‌ریا               | وزیر فرهنگ                                                  | بی ریا شاعری دوره گرد بود که به وزارت فرهنگ فرقه رسید. | پس از سقوط فرقه مردم به وی حمله کردند ولی او به بیمارستان شوروی در تبریز پناهنده شد و سپس گریخت. پس از مدتی اقامت در باکو به کنسولگری ایران مراجعه کرده و خواستار بازگشت به کشور شد. اما پس از خروج از کنسولگری دستگیر و به سیبری تبعید شد. عنایت الله رضا میگوید در زندان اشعاری در مدح شاه سروده بود. حمید ملازاده می‌نویسد بی ریا در 1956 مسجد نشین شد و برای بازگشت به ایران تلاش کرد. در 1957 دوباره محاکمه و به ده سال زدان محکوم و به زندان مولداوی تبعید شد پس از ده سال دوباره به باکو رفت و برای بازگشت به ایران درصدد اخذ گذرنامه برآمد. اما ک.گ.ب مجددا دستگیرش کرد و حین دستگیری مقامات پلیس توهین کرد و برای سومین بار به اتهام حمله و توهین به پلیس محاکمه و به دو سال زندان محکوم شد. پس از آزادی حقوق بازنشستگی وی را قطع و خانه دولتی اش را گرفتند. افراد خیرخواه به او کمک میکردند تا از گرسنگی نمیرد. پس از انقلاب به ایران بازگشت ، در 1363 درگذشت. |
| نورالله خان یکانی        | رئیس نظمیه ارومیه                                           | او از مشروطه خواهان و دوستان ستارخان بود که به پیشه وری پیوست. وی فرماندار فرقه در خوی و در نهایت ریاست نظمیه ارومیه بود. | با وجود دوستی با ستارخان پیش از رسیدن ارتش در دادگاه مردمی محاکمه و از سوی گروههای وطنخواه اعدام شد. |
| داداش تقی‌زاده            |                                                             | | او پس از ورود ارتش به مراغه فرار کرد، بعدها دستگیر و به حکم دادگاه جنگ به عنوان خائن دستگیر و تیرباران شد. |
| رضا رسولی                | وزیر تجارت و اقتصاد                                         | وی در دوره رضاشاه کارمند عالی رتبه وزارت کشور بود و در ادارت مختلف کشور سمت بالا داشت. | پس از فروپاشی فرقه، او به مدت دو سال مخفی می شود. در آذر 1327 به تهران رفته و خود را به دولت تسلیم می کند. در دادگاه بدوی به 5 سال زندان محکوم می شود. اما مورد عفو شاه قرار گرفته و هیچگاه به زندان نمی رود. |
| سرتیپ علی اکبر درخشانی   | فرمانده پادگاه تبریز                                        | افکار عمومی وی را به عنوان مسئول تسلیم پادگان تبریز می شناسند. هر چند برخی دیگر در خصوص تقصیر و کوتاهی او در این خصوص تردید دارند. | افکار عمومی وی را به عنوان مسئول تسلیم پادگان تبریز می شناسند. هر چند برخی دیگر در خصوص تقصیر و کوتاهی او در این خصوص تردید دارند. وی در دادگاه نظامی به 15 سال زندان محکوم شد ولی پس از تحمیل تقریبا 3 سال حبس آزاد شد. درخشانی مجددا در سال 1357 به اتهام جاسوسی برای شوروی دستگیر و در نخستین شب بازداشت در اثر حمله قلبی درگذشت. |
| زین العابدین قیامی       | رئیس دیوان تمییز                                            | کارمند عالی‌رتبه وزارت کشور و از اعضای حزب توده و دوستان ایرج اسکندری بود. در دوران فرقه به سمت ریاست دیوان تمییز فرقه منصوب شد. او پیش از تشکیل فرقه دموکرات به نمایندگی از حزب توده نفوذ زیادی در تبریز و استانداری وقت داشت. | |
| حسن نظری غازیانی         | خلبان                                                       | او در هنگ هوایی اصفهان و دانشکده افسری خدمت کرد. یکی از بنیانگزاران سازمان نظامی حزب توده بود. در مرداد ۱۳۲۴ بازداشت شد ولی فرار کرد و به گروه افسران قیام خراسان پیوست، سپس به آذربایجان رفت و در سازماندهی نیروهای نظامی جنبش پیشه‌وری، همچنین در نبردهای ناحیه زنجان با افراد مسلح ذوالفقاری و دیگر نیروهای وطنخواه آن ناحیه حضور داشت. | عنایت‌الله رضا می‌گوید وی به هنگام فرار پولهای مردم در بانک میانه را دزدیده بود و بخشی از آنها را به همسر خود تحویل داد و بخشی دیگر را به روس‌ها. عنایت‌الله رضا می‌گوید آتاکیشیف به رئیس پلیس فرقه (پناهی) گفت: نظری موقعی که پول‌های بانک میانه را زد همه را آورد و به ما تحویل داد اما الماس‌های تو (ظاهرا پناهی نیز به سرقت جواهرات پرداخته بود) شیشه از آب درآمد. کتاب گماشتگی‌های بدفرجام دربارهٔ فرقه دموکرات از آثار او است. پس از فروپاشی فرقه، او به شوروی رفت. در اوایل دهه ۱۳۵۰ موفق به اخذ درجه دکترای اقتصاد از دانشگاه برلن شرقی گردید، مدتی با سمت استادی در دانشگاه‌های آلمان شرقی تدریس کرد و چند کتاب در زمینه اقتصاد به زبان آلمانی نوشت. |
| محبوب خوش کلام           | فرماندار فرقه در سراب                                       | وی فرماندار فرقه در سراب بود. | پس از سقوط فرقه مردم خشمگین قبل از رسیدن ارتش به وی حمله کردند و مورد ضرب و شتم قرار دادند. جسد نیمه جان وی توسط سرابی‌ها مدتها در زمین کشیده شد و در نهایت، نیروهای وطنخواه در میدان شهر او را از پا آویزان کردند. |
| میر رحیم نوعی            | فرماندار فرقه در خوی                                        | او فرماندار خوی و سپس بخشدار سراب بود. | در کیفرخواست دادگاه جنگ علیه وی گفته شده است که هنگام فرار، مقداری از وجوه پرداختی را برداشت و در موقع بخشداری خود اثاثیه منزل آقای سیف السلطان و معصوم خان و اسکندری‌ها را به نفع خود مصادره کرده بود. وی به اعدام محکوم شد. |
| ابوالحسن واقف            | فرماندار سراب                                               | وی از دسته متجاسرین بود و سه ماه از سوی فرقه به سمت فرمانداری سراب منصوب شد. | بعد از دستگیری، در دادگاه جنگ محاکمه و به ده سال حبس محکوم شد. ولی پس از دو سال به موجب قانون عفو عمومی ۱۳۲۷ مورد عفو قرار گرفت. |
| محمود پناهیان            | وزیر جنگ                                                    | پناهیان مدتی وزیر جنگ فرقه دموکرات بود. | پس از فروپاشی فرقه به شوروی گریخت. پس از قتل تیموربختیار، استخبارات عراق، وی را به استخدام خود درآورد و به همراه تنی چند از بقایای فرقه مانند محمدتقی زهتابی به بغداد برد. پناهیان در آنجا شبکه ای تبهکار از تروریست‌های تجزیه طلب و چریک‌های چپ‌گرا را سازمان داد که جبهه ملی خلق‌های ایران نام داشت. در عین حال با بخش فارسی رادیو بغداد نیز همکاری می‌کرد. به گفته پرویز ثابتی در غائله سیاهکل نقش داشت. روزنامه ای به نام اتحاد به زبان‌های فارسی و آذری، کردی و بلوچی منتشر کرد. فعالیت‌های وی در عراق پس از قرارداد الجزایر متوقف شد و او به شوروی بازگشت. |
| صفر قهرمانی              |                                                             | وی عضو حزب انجمن ایالتی حزب توده بود و پیش از تشکیل فرقه دموکرات در سایه حمایت ارتش سرخ در تبریز فعالیت سیاسی خشونت‌آمیزی علیه مخالفان فرقه صورت داد. بر اساس گزارش روزنامه‌های وقت، دادستان تبریز را در مرداد ۱۳۲۴ به همراه دسته ای از چاقوکش‌های توده ای-فرقوی در خیابان به قتل رسانید. همچنین به گزارش روزنامه هور، داماد یکی از مخالفین فرقه را برای ارعاب مردم، تکه‌تکه کرد. | پس از شکست فرقه به عراق گریخت، اما در ۱۳۲۷ به ایران بازگشت و بازداشت شد و مدت ۳۲ سال در زندان ماند. در ۱۳۸۱ درگذشت. |
| حسن اورنگی               | وزیر بهداری                                                 | | پس از سقوط فرقه از قوانین عفو عمومی استفاده کرده و از ایران خارج نشد. |

## گاه‌شمار فرقه دموکرات آذر ۱۳۲۴ - آذر۱۳۲۵
| تاریخ       | رویداد بر اساس خاطرات آیت‌الله مجتهدی |
| ----------- | --- |
| ۲۲ آذر      | پیشه‌وری به عمارت عالی‌قاپو منتقل شد. مأمورین نظمیه از طرف دولت جدید، مأمور حفظ انتظامات شده‌اند. فدایی‌ها با آن‌ها همکاری می‌نمایند. فدایی‌ها همان افراد مسلحی هستند که نیروی جنگی دموکرات را تشکیل می‌دهند و غالباً دهاتی‌های وحشی هستند که غالباً حوادث ناگوار توسط آن‌ها به وقوع می‌رسد. |
| ۲۶ آذر      | خیلی‌ها هستند که فکر می‌کنند که این عمل با این اهمیت [خلع سلاح واحدهای نظامی ایران در تبریز] که ممکن است تاریخ ایران را در مجرای دیگری بیندازد، نبایستی که با این سهولت و باهای و هوی یک عده دهاتی تمام بشود |
| ۲۷ آذر      | در تبریز، مردم از کابوس ناامنی آنی که خلاص شده‌اند، حالا نسبت به آتیه احساس نگرانی می‌کنند. |
| ۸ دی        | بعد از ظهر، در جلوی ادارهٔ شهربانی، دو نفر را به دار آویختند… تیرباران نمودن دو نفر دیگر… ثابت نشده است. رئیس محکمهٔ صحرایی که مجرمین را محاکمه نموده است، ظاهراً عباسعلی پنبه‌ای است که میانج دکان پینه‌دوزی (پاره‌دوزی) داشته و از آنجا به وکالت مجلس ملی آذربایجان انتخاب شده است. |
| ۸ دی        | مهاجرها اهل دهات هستند که مدتی در قفقاز به عملگی اشغال داشتند. تقریباً هشت سال پیش، دولت شوروی، آن‌ها را از قفقازیه بیرون نمود، به ایران آمدند… غالباً طرفدار نهضت توده و دموکرات هستند. |
| ۱۵ دی       | مشهور بود که عصری، یک نفر دیگر را هم به دار خواهند زد… اگر کار به دست این جماعت بیفتد چنان‌که یک زمانی در فرانسه افتاده بود، ممکن است برای تماشا، آدم‌ها را کشان‌کشان بیاورند از دار بیاوزیند. |
| ۲۶ دی       | دولت آذربایجان اعلام نموده است که املاک اشخاصی که به طهران می‌روند تقسیم خواهد شد. |
| ۴ بهمن      | رادیوی ترکیه، خبر از جنگ در ایالت خمسه می‌دهد که در آنجا، سواران ذوالفقاری با قوای ضد دولتی، در زد و خورد هستند. ذوالفقاری از همدان کمک خواسته است… و عشایر اطراف همدان، قسم وفاداری به دولت یاد نموده‌اند. اما در خود تبریز، این تفصیلات را به مردم نمی‌گویند. |
| ۱۰ بهمن     | اوضاع داخلی آذربایجان تاریکی خود را حفظ می‌نماید… تا امروز که دهم بهمن است، حقوق ادارات پرداخت نشده است. کم‌کم آن عده از اجزای ادارات که مدد معاش خارجی ندارند، به تلاش افتاده‌اند و بنای همهمه گذاشته‌اند. |
| ۱۷ بهمن     | در این شماره [روزنامهٔ آذربایجان] با امضای ص. ب نوشته بود که به یک لحاظ معنی‌دار است. نویسنده بر این جمله که آذربایجان جز لاینفک ایران است (که شعار طرفداران دولت گردیده است) اشاره نموده و آن را تضعیف نموده بود. نویسنده سؤال کرده که کی و در کدام محضر، آذربایجان به مرتجعین فارس فروخته شده است تا اینکه جزء لاینفک ایران باشد؟ نوشته است که ما از تهمت تجزیه‌طلبی نمی‌تریسم. ص. ب که امضای صاحب‌مقاله است، احتمال دارد که صادق پادگان باشد که حالا از رؤسای فرقه است و از وکلای تبریز است. از مقاله مزبور، مخصوصاً لحن آن می‌توان حدس زد که استقلال داخلی که در اول کار موضوع درخواست بود، کم‌کم به کجاها منجر خواهند شد. |
| ۲۰ بهمن     | اصلاحات شهری، آسفالت، ترایل‌بوس، دیگر به آن حرارت در اطراف آن صحبت نمی‌شود. گداها را که چندی پیش جمع نموده‌بودند، حال رها گذاشته‌اند. |
| ۶ اسفند     | مشمول‌های زیادی را من سراغ دارم که مخفی شده‌اند. آنچه به نظر می‌آید، آن است که مردم شهر عمدتاً به دو جهت از خدمت نظام موقت آذربایجان فرار می‌ککند: یکی اینکه استقرار قطعی دولت جدید هنوز باور نمی‌کنند. دیگر آنکه دولت جدید وسایل اداره و اعاشهٔ سربازان را ندارد. |
| ۷ اسفند     | در روزنامه آذربایجان، دو مقاله آتشین و شدیداللحن نوشته شده بود… این مقاله‌ها را برای حاضر کردن افکار عمومی و ایضاً برای تشجیع خودشان به خون‌ریزی نوشته شده است. |
| ۸ اسفند     | از دو ماه به این‌ور، این دفعه دوم است که حکومت ملی به مجازات علنی اعدام دست می‌زند. نکته قابل توجه آنکه در هر دو مورد، اعدام شدگان عده چهارنفری بودند. معلوم می‌شود که دوجین اعدام، چهار است و در هر مورد دو نفر به دار آویخته شده و دو نفر تیرباران شده‌اند تا آجر هر دو قسم از الهٔ روح، عاید حکومت ملی گردد. |
| ۱۳ اسفند    | نزدیک شدن موعد مقرر حرکت روس‌ها از ایران و اخبار سازش ایران و روس و پذیرایی گرم قوام‌السلطنه در مسکو، دست به دست داده تا رعب و حیثیت دولت آذربایجان را از نظرها برده است. در هر جا و هر مجلس، صحبت از عقب بودن کارهای این‌ها (دموکرات‌ها) در میان است و مخالفین دولت و دموکرات‌ها، از بدگویی و مضمون کردن علیه دولت فعلی رؤسای آن خودداری ندارند. |
| ۱۶ اسفند    | کشتن یاغیان و مخالفین حکومت ملی که به یک ملاحظه انصار و وفاداران حکومت قانونی مرکزی محسوب می‌شوند، در نظر افکار عامه آنقدرها هم کار عادلانه … تلقی نمی‌شود. مخفی نگه‌داشتن اعضای محکمهٔ صحرایی هم، مبتنی بر همین احتیاط یا ترس از عواقب غیرمنتظرهٔ امور است. |
| ۵ فروردین   | آیا واقعاً حکومت ملی، فرزندان آذربایجان را برای جنگ با قشون ایران اجبار خواهد نمود یا نه؟ از شعار آقای پیشه‌وری که گفت: «مرگ هست، بازگشت نیست»، چنین به نظر می‌رسد که اقلاً خود پیشه‌وری تا آنجاها حاضر است از خون‌ریزی ابا و امتناعی ندارد. |
| ۱۲ فروردین  | خواندن روزنامهٔ آذربایجان… یک چیز نامطبوع است… آدم رغبت نمی‌کند که بخواند؛ از آن طرف هم، لازم است که راجع به مسائل جاریه روز کسب اطلاع کند؛ مثلاً معلوم بشود که ملک آدم جزء خالصهٔ انتقالی صورت داده شده است یا نه؛ از آن رو آدم مجبور می‌شود که روزنامه رسمی مملکت را بخواند، همان‌طور که مجبور به خوردن فلوس و دواهای دیگر می‌شود… در این اواخر قیمت روزنامه را کم نموده و ده شاهی می‌فروشند؛ باز هم خواننده ندارد… |
| ۱۲ فروردین  | مسئله روزنامه و عموماً مطبوعات، یکی از مشکل‌های حکومت ملی خواهد بود و حل آن با عادت نمودن توده خوانندگان به ترکی و تربیت نویسندگان ماهر که به ترکی مطالب علمی و سیاسی و ادبی را بنویسند… میسر خواهد شد. |
| ۱۲ فروردین  | شایع است که در اطراف زنجان، زد و خورد بین دموکرات‌ها و ذوالفقاری‌ها شدت نموده است… از این قراین معلوم می‌شود که ولایت خمسه، زیر بار تسلط آذربایجان نمی‌خواهند برود. |
| ۱۲ فروردین  | روزنامهٔ آذربایجان هر روز صورتی از املاک را نشر می‌کند که متعلق به اشخاصی است که به تهران رفته‌اند. حالا دیگر قید دشمن خلق هم زیادی به نظرشان می‌رسد و از استعمال آن خودداری می‌نمایند که تکلیف به گردنشان نیاید. |
| ۱۳ فروردین  | اول کار که قوام‌السلطنه روی کار آمد، خیلی‌ها از این بابت نگرانی داشتند که مبادا قوام السلطنه برای سازش با روس‌ها، آذربایجان را فدا کند و استقلال داخلی و وضع فعلی آذربایجان را به رسمیت بشناسد که در آن صورت تمام امیدواری‌های مردم که نوعاً در تحت فشار حکومت آذربایجان هستند، از بین می‌رفت. حالا که می‌بینند که قوام‌السلطنه در مقابل درخواست‌های بی‌جای روس‌ها، به این سختی ایستادگی می‌کند، بی‌اختیار برای وی آفرین می‌گویند. |
| ۱۵ فروردین  | شایع شده است که قدم اول این تشبث، یعنی تهییج مردم و دموکرات‌ها برای مقابله و مبارزه با تهران با عدم موفقیت مواجه شده است… شندیم که خود آقای پیشه‌وری هم در اجتماع حومه نطق می‌نمود. در ضمن، گفته است که باید به قرآن قسم بخورید که در دفاع از حکومت ملی آذربایجان حاضر هستید. از میان جماعت، زمزمه‌هایی بلند شده است. هس هس نمونده‌اند. پیشه‌وری هم اوقاتش تلخ شده است. |
| ۱۵ فروردین  | در هشترود، از بلوک‌های آذربایجان که واقع در جنوب‌شرقی تبریز است، اشکالات جدیدی برای دولت ملی ظهور کرده است… خبر می‌رسد که در کوه‌های هشترود، سنگربندی نموده و توپ کشیده‌اند. با وجود این، شایع شده است که دِهِ عزیزکندی که از ده‌های مشهور هشترود است، به دست مخالفین افتاده است و حاجی کلانتر که صدر فرقه بوده است، به قتل رسیده است. |
| ۱۷ فروردین  | ظهور علایم حرکت روس‌ها از ایران مصادف شده است با خبرهایی از فعالیت دسته‌های ضددموکرات در هشترود و خمسه و افشار. مردم شهر این اخبار و وقایع را پهلوی هم قرار داده و از آن‌ها عقب‌بودن کارهای حکومت آذربایجان را استنتاج می‌نمایند و بالنتیجه، خیلی خوشوقت هستند. |
| ۲ اردیبهشت  | محاکمه سرهنگ زنگنه (فرمانده سابق قوای ایران در ارومیه) امروز پایان یافت. سرهنگ و دو نفر صاحب‌منصب دیگر هر یک به ده سال محکوم شدند… در اثنای جلسات، محاکمه گاهی از حاضرین که اغلب عدهٔ زیادی بودند، ابراز احساسات برله متهم‌ها به عمل می‌آمد… گفته است این ترتیبات محاکمه را کودکانه می‌دانم… و از محکمه استرحام نمی‌نمایم. گفته است که یک محکمه حقیقی دیگری باید تشکیل بشود و به قضیه کشتار سیصد نفر ژاندارم که بعد از امضای قرارداد تسلیم به عمل آوردند، رسیدگی نماید… حضار برله متهمین کف می‌زنند و بعضی‌ها هم گریه می‌کنند.                                                                                                  |
| ۳ اردیبهشت  | خبرهای غیرمساعدی نسبت به حکومت آذربایجان و دموکرات‌ها در میان مردم شایع شده است… ظاهراً حکومت از کنترل حرکت‌های شاهسون عاجز مانده است… در خلخال و مشکین‌شهر هم، ناراحتی احساس می‌شود. می‌گویند قوای ژاندارم، طالش را اشغال نموده است… شاید از این‌ها جدی‌تر، از دیدگاه حکومت آذربایجان، مسئله خوی باشد. |
| ۷ اردیبهشت  | چند روز پیش آقای پیشه‌وری چند نفر از تجار را دعوت نموده و سفارش‌هایی از این قبیل بهشان کرده بود: توصیه نمود که از بعضی اظهارات خودداری کنند. ظاهراً این توصیه، راجع به احتمال آمدن ناظرین خارجی برای مطالعهٔ اوضاع آذربایجان است که آقای پیشه‌وری، می‌ترسد که تجار و کسبه… حقایق قضایا را به عالم خارج به عنوان شکایت اطلاع بدهند. |
| ۸ اردیبهشت  | نمایندگانی که در تحت رایاست آقای پیشه‌وری عازم تهران شده‌اند، عبارتند از: ۱- صادق پادگان… که سابقاً مدتی مقیم مسکو بوده و متمایل به کمونیسم است. ۲-جهانشاه‌لو، رهبر دموکرات‌های زنجا که بنا به مشهور، سهم بزرگی در فجایعی که در زنجان رخ داده، دارد… ۳-آقای فریدون ابراهیمی… سنش جوان و وجههٔ خوبی ندارد و مناقشه با هدی در روز محاکمه زنگنه، معرف فهم و شعور وی می‌باشد. ۴- صادق دیلمقانی… که شنیدم آدم عوام و دهاتی‌منش است. این آقایان، نمایندگان آذربایجان هستند. |
| ۸ اردیبهشت  | آقای پیشه‌وری… اظهار داشت که آذربایجانی‌ها و کردها، سرحد عراق و ترکیه را حفظ می‌نمایند و ترکیه (زیر ترکیه نوشته شده است «ترک‌ها») از قدیم دشمن ما است. |
| ۹ اردیبهشت  | محل‌های خالی را حکومت ملی تصرف نموده، فدایی یا نظامی در آن‌ها اسکان می‌نمایند؛ چون غالباً صاحبان آن خانه، به تهران رفته‌اند، دشمن خلق محسوب شده، عذر حکومت ملی را آسان نموده‌اند. |
| ۹ اردیبهشت  | از رؤسای فعلی، غیر از آقای شبستری (سایرین یا از مهاجرین قفقازیه هستند که در آنجا نشو و نمو یافته، تربیت شده‌اند؛ مثل آقای پیشه‌وری؛ یا اهل تبریز نیستند؛ مثل آقای کبیری…؛ بعضی هم از اهالی شهر هستند، اما محیط و طرز تربیت ایشان مقبول عامه نیست، از قبیل آقای بی‌ریا و آقا رضا رسولی. یک عده هم هستند هیچ معلوم نیست از کجا پیدایشان شده، از قبیل دکتر جاوید، وزیر داخله. |
| ۱۰ اردیبهشت | خبر دیگری که بین مردم شایع است… اینکه روس‌ها اسلحه‌ای را که به دموکرات‌ها داده‌اند، پس می‌گیرند. توپ و تفنگ و تپانجه شامل این اغلام است… در هر صورت، خبر در شهر با مسرت زیادی تلقی شده است. چونکه این اقدام روس‌ها را یک نوع اعراض از حکومت ملی آذربایجان و تقویت دولت قوام‌السلطنه تلقی می‌شود و هر خبری از این قبیل، موافق امیال باطنی اهل شهر که مخالف دموکرات‌ها است، خواهد بود. |
| ۱۴ اردیبهشت | در تبریز گفتگو می‌شود که در آن قسمت از کردستان که متصل به آذربایجان است، اوضاع مختل است. یک عده زخمی از آن طرف‌ها به تبریز آورده‌اند و یک عده هم فدایی با اتومبیل از تبریز به محل حادثه فرستاده شده‌اند. |
| ۱۶ اردیبهشت | رعب دموکرات‌ها از دل مردم به مقدار قابل اعتنایی زایل شده است. رفتن پیشه‌وری به تهران و پس گرفتن اسلحه از مأمورین حکومت ملی آذربایجان توسط روس‌ها، در این زوال رعب، خالی از مدخلیت نبوده است. |
| ۵ خرداد     | روی هم رفته، کارهای حکومت ملی آذربایجان خوب پیشرفت نمی‌کند. بی‌نظمی‌های زیادی در وزارت جنگ ظاهر شده است. مخصوصاً در قسمت تغذیه و تهیه وسایل استراحت سربازان اجباری که کار به کلی مغشوش شده و از پرده بیرون افتاده است. |
| ۱۷ خرداد    | در ارومیه، شب‌نامه‌هایی پراکنده می‌شود. حتی روی میز اداره‌ها هم از نسخه‌های شب‌نامه گذاشته شده بود… شاگردان مدارس، مظنون نشر شب‌نامه می‌شوند… در حق شاگردهای مدارس، بعضی شکنجه‌ها اعمال می‌شود. می‌گویند به انگشت‌های آن‌ها سیخ زده‌اند و این مسئله، بیشتر بر انزجار مردم از حکومت ملی آذربایجان می‌افزاید. |
| ۲۳ خرداد    | به‌طور قطع، می‌توان ادعا کرد که اکثریت اهالی آذربایجان موافق با دموکرات‌ها نیستند. |
| ۲۴ خرداد    | اثر قراردار در ادارات دولتی که مخصوصاً در تبریز، هیئت اصلیهٔ آن دست‌نخورده مانده است و همه آن‌ها طرفدار دولت ایران هستند، ظاهر خواهند شد. |
| ۲۵ خرداد    | مالکین آذربایجان نسبت به اوضاع نگرانند… به دهقانان تفنگ داده و آن‌ها را علیه مالکین تحریک و تشجیع می‌کنند و در بسیاری از ده‌ها، عایدات مالک را سال گذشته غارت و پایمال نموده‌اند و چند نفر از مالکین، به دست رعایا به قتل رسیدند و قاتلین بلاتعقیب مانده‌اند. |
| ۲۶ خرداد    | آقای پیشه‌وری گفته است که در این حوادث، فجایع زیادی ارتکاب شده است؛ ولی لازمه هر انقلابی، این حوادث است. |
| ۲۸ خرداد    | ممکن است که قتل و غارت شدیدی در آن قسمت آذربایجان (خوی) حاصل بشود و نتایج ناگوار و غیرمترقبه به بار آورد. مخصوصاً اینکه مأمورین حکومت ملی در اطراف تبریز و شهرهای کوچکف غالباً از اشخاص نالایق و کم‌تجربه انتخاب شده‌اند و نفوذ حزبی در انتخابات آن‌ها دخیل بوده است و به جهت دور بودن از جلوی چشم، مراقبت کامل هم از اعمال ایشان به عمل نمی‌آید. |
| ۲ تیر       | تشکیلات مهاجرین در سراب که بیشتر از همه قسمت‌های آذربایجان مهاجر داشت، مهم‌تر بود و در آنجا قتل و غارت‌هایی هم به عمل آمد که نظیر آن‌ها در سایر قسمت‌های آذربایجان اتفاق نیفتاد.. غلام یحیی (ژنرال دانشیان) آن زمان از سردسته‌های مهاجرین انقلابی بود. |
| ۲۰ تیر      | کارهای عمومی به حال عادی برنگشته و اندیشه‌های مردم مرتفع نشده است… مطالبات مردم از بانک ملی پرداخت نمی‌شود. با این وجود، اختلال در امور اجتماعی بیشتر از امور اداری و سیاسی می‌باشد. مالکیت به معنی اخص… متزلزل شده… فشار در زمینه عقیده سیاسی و فشار در زمینه تربیت و فرهنگ هم از یک طرف، اسباب ناراحتی مردم تا اندازه‌ای می‌شود؛ ولی نگرانی‌ها و ناراحتی‌های دیگر، مجالی برای تفکر و غصه‌خوردن در این زمینه‌ها را نمی‌گذارد. |
| ۲۳ تیر      | روابط آینده کردها و دموکرات‌های آذربایجان که هر دو شان علیه دولت مرکزی ایران، مظهر حمایت روس‌ها هستند، موجب اندیشه است. اگر گاهی به ذهن می‌آید که هرچه محرک حکم بکند، متحرک‌ها هم همان خواهند کرد، اما حرف در این است که قوه محرکه چه قسم امر خواهد نمود. |
| ۲۴ تیر      | یکی از مسائل مشکل و مبتلا به‌روز، همان مسئله مصادره اموال شخصی است که اسم دشمن خلق به روی آن‌ها گذاشته و املاک و خانه و اموال منقول آن‌ها را ضبط نموده‌اند و غالباً این دشمنان خلق منسوب به طبقه مالکین هستند که مطلوب‌ترین طبقات حداقل در آذربایجان، همین‌ها می‌باشند. |
| ۳ مرداد     | دوباره خبر اغتشاش در ارومیه منتشر شده است. بنابر شایعات، کردها در ارومیه چند نفر از مأمورین دولت را به قتل رساندند و فرمانداری را محاصره کردند… آقای رفیعی، چهارمین-پنجمین فرماندار است که چند ز تشکیل حکومت ملی به ولایت ارومیه تعیی گردیده است… شاهین (یکی از فرمانداران) هم در ارومیه به قتل رسید. |
| ۲۰ آذر      | هر روز عده‌ای قدایی و نظامی به جبهه‌های جنگ میانه و میاندوآب فرستاده می‌شود. برای رساندن قشون و مهمات هر چه ممکن است، از وسایل نقلیه از دست صاحبان آن منتزع می‌شود و برای حمل و نقل قشونی، به کار برده می‌شود. حتی الاغ آسیابان را هم آژان توفیق نموده و می‌برده است… حتی دوچرخه‌ها را می‌گرفتند. |
| ۲۰ آذر      | قوای دولتی وارد میانه شدند و در آستانه ورود به تبریز بودند که سران دموکرات، شبانه این شهر را ترک کردند و به شوروی گریختند. |
| ۲۱ آذر      | با صدای متوالی تیر، از خواب بیدار شدیم. قبل از طلوع آفتاب، توسط نوکری که برای خرید نان صبحانه بیرون رفته بود، مطلع شدیم که اوضاع به کلی برگشته است. اهل شهر، علیه حکومت پیشه‌وری قیام نموده و شهر را متصرف شده‌اند. فدایی‌ها و مهاجرها را خلع سلاح نموده و دسته‌دسته، مردم شهری که مسلح شده‌اند، مشغول تعقیب و دستگیری و قتل سران و سرکردگان آن‌ها می‌باشند. پیشه‌وری فرار کرده است. نظمیه به تصرف اهالی شهر درآمده است و مهاجرها [قفقازی‌ها] که در خانه‌های مصادره‌ای، ساکن بودند، بیرون ریختند. از هر طرف، صدای تیر تفنگ و تپانچه و مسلسل که به خوبی از یکدیگر متمایز بودند، شنیده می‌شد.                                        |

## تغییرات پیشه‌وری در دوران نخست‌ویزیری‌ش

### رسمی کردن زبان ترکی آذربایجانی
بعد از رسمیت بخشیدن زبان ترکی آذری در سراسر قلمرو پیشه‌وری، او اقدام به تاسیس مدرسه، دانشگاه و همچنین موسسات فرهنگی تبلیغاتی کرد. زبان و ادبیات ترکی از مسائل مهم برنامه فرقه دموکرات بود. اوج این کار را در 16 دی 1324 شمسی می توان دید. در این روز حکومت فرقه زبان ترکی را به جای زبان فارسی زبان رسمی‌، اعلام کرده و در قراری به که به همین منظور صادر کرد، اعلام کرد زین پس در تمامی ادارات تولتی، اعم از مدارس، دادگاه‌ها، موسسه‌ها و مراکز تجاری تنها باید از زبان ترکی آذری استفاده شود. همچنین بر اساس این حکم، حکومت فرقه، تمام دادگاه‌ها و اداره‌عای دولتی موظف شدند که فعالیت‌های رسمی و غیر رسمی خود را تنها به ترکی آذری انجام دهند. در 19 آذر 1324، نیز به دستور پیشه‌وری، همه اسناد، نوشته‌های ادارای و اسامی فروشگاه‌ها و مطب پزشکان به زبان ترکی آذربایجانی تدبیل شد.
پیشه‌وری با توزیع کتاب‌های درسی به زبان ترکی، کتاب‌های پیشین دانش آموزان را که به زبان فارسی بود از بین آنها جمع کرد و در میدان مرکزی شهر به آتش کشید. جشن کتاب‌سوازن فرقه دموکرات، یکی از اقدام‌های آنها در راستای گسست فرهنگی مردم آذربایجان از ملت ایران بود. آنها فقط به کتاب های درسی اکتفا نکرده و در پی انهدام کتاب های مکتوب فارسی و ایرانی و کتاب‌های چاپی و خطی نیز برآمدند.

### تاسیس دانشگاه تبریز
تصمیم ساخت دانشگاه دولتی آذربایجان در 19 دی 1324 گرفته شد و وظیفه آن به عهده وزارت فرهنگ گذاشته شد. مقرر گشت این وزارت‌خانه 10 روزه ساختمان مورد نیاز دانشگاه و گروه استادان و وسایل علمی به زبان آذری را انتخاب کند و به هیئت دولت اطلاع دهد. دانشگاه تبریز که بایستی از سال 1325-1326 شمسی آغاز به کار می‌کرد، ابتدا دانشکده‌های پزشکی، کشاورزی، تربیت مدرس، را شامل شد و سپس دانشکده های تاریخ، زبان، فلسفه، فیزیک، ریاضیات و علوم طبیعی را در بر می‌گرفت. جهانشاه‌لو، معاون نخست وزیر به عنوان رئیس دانشگاه و دیبائیان به سمت معاون برگزیده شدند.
در چهارشنبه 22 خرداد سال 1325 میلادی، دانشگاه افتتاح شد و در ساعت چهار و نیم، پیشه‌وری و سپس بی‌ریا سخنرانی کردند. در اعلام‌های مکرر، سرانجام در 20 مهر 1325 دانشگاه با عنوان «آذربایجان ملی اونیورسیتی سی» درمراسمی شروع به کار کرد. این دانشگاه برگرفته از دانشگاه باکو بود و از کتاب‌های آنها استفاده می‌شد. در شرایط تاسیس دانشگاه، محمدامین ادیب طوسی می‌گوید: «در دوره یک ساله قیام متجاسرین در آذربایجان، دانشگاهی در تبریز تاسیس شد که لوازم و وسایل کار نداشت. این دانشگاه به حدی بی اساس بود که رفتن متجاسرین، بنیان آن هم از هم پاشید». به همین علت، چند روز پس از سقوط فرقه، در دی 1325، مصطفی حبیبی، استاد دانشکده پزشکی دانشگاه تهران و خان‌بابا بیانی، استاد دانشکده ادبیات فارسی دانشگاه تهران از سوی وزارت فرهنگ مامور شدند تا مطالعاتی برای تاسیس دانشگاه تبریز انجام دهند. سرانجام پس از مطالعات انجام شده، در تیر 1328 اولین کلنگ بنای دانشگاه تبریز به وسیله زنگنه، وزیر فرهنگ وقت به زمین زده شد.

## اسناد

### نامه‌های محرمانه شوروی
- Stalin, Joseph V (21 ژوئن 1945). "Geological Prospecting Work for Oil in Northern Iran". No 9168 SS (به انگلیسی). CWIHP. Archived from the original on 2 January 2009. Retrieved 22 December 2015.
- CC VKP(b) (6 July 1945). "Measures to Organize a Separatist Movement in Southern Azerbaijan and Other Provinces of Northern Iran" (به انگلیسی). CWIHP. Archived from the original on 5 June 2011. Retrieved 22 December 2015.

- ناشناس (۱۴ جولای ۱۹۴۵). «نام غیررسمی برای ارزشیابی جهت پایه‌گذاری جنبش‌های جدایی‌خواهانه در شمال ایران». CWIHP. بایگانی‌شده از اصلی در ۳۰ اوت ۲۰۰۹. دریافت‌شده در ۲۲ دسامبر ۲۰۱۵.
- جوادی، عباس. «زبان در دوره فرقه دمکرات آذربایجان (۱): «زبان رسمی دولتی»». رادیو فردا. بایگانی‌شده از روی نسخه اصلی در ۱۱ دسامبر ۲۰۱۷. دریافت‌شده در ۱۲ نوامبر ۲۰۱۷.
- جوادی، عباس (۲۶ مهر ۱۳۹۴). «نامه استالین به پیشه‌وری». رادیو فردا. بایگانی‌شده از روی نسخه اصلی در ۲۲ دسامبر ۲۰۱۵. دریافت‌شده در ۱۲ نوامبر ۲۰۱۷.

جمیل حسنلی در کتابش (آذربایجان ایران، آغاز جنگ سرد، ترجمه منصور صفوتی؛ فراز و فرود فرقه دموکرات آذربایجان، ترجمه منصور همامی) با استناد به انبوهی از اسناد محرمانه شوروی، ثابت می‌کند که هدف از تأسیس فرقه دموکرات آذربایجان، تأمین منافع و مطامع شوروی در ایران، به‌ویژه گرفتن امتیاز نفت شمال بود و طراح آن، استالین، باقراف و سازمان‌های جاسوسی بودند.

### اسناد ایالات متحده
- گزارش وزارت امور خارجه آمریکا (۱۹۴۶ م) در مورد روابط سیاسی با ایران
- متن گزارش وزارت امور خارجه آمریکا (۱۹۴۶ م) در مورد رابطه سیاسی با ایران

### شاهدین عینی ایرانی
نخستین اثر، «رازهای سر به مُهر: ناگفته‌های وقایع آذربایجان» است به همت حمید ملازاده، روزنامه‌نگار با سابقهٔ تبریز تدوین و تنظیم شده است و حاصل تلاش‌های وی برای دستیابی به اسناد محرمانهٔ مربوط به تحولات آن دوره در فرارود ارس است. اثر دوم، بحران آذربایجان ۱۳۲۴–۱۳۲۵، خاطرات روزانه آیت‌الله عبدالله مجتهدی، روحانی مشهور تبریزی از آن وقایع است که به کوشش رسول جعفریان توسط مؤسسهٔ مطالعات معاصر ایران، در ۱۳۸۱ چاپ شده است. این کتاب، حاوی عکس‌ها و تصاویر بسیار جالبی از دوران شخصیت‌ها و رهبران این فرقه و نیروهای نظامی و غیرنظامی آن است. کتاب سوم، «غائله آذربایجان» است که توسط دکتر خانبابا بیانی است و توسط انتشارات زریاب به چاپ رسیده و انتشارات علمی، پخش آن را به عهده گرفته است.
عنایت‌الله رضا، که خود زمانی از اعضای این فرقه بوده، به ماهیت خائنانه این فرقه اذعان داشت.
ریچارد کاتم یکی از مأموران وقت سیا در ایران دربارهٔ فرقه دموکرات آذربایجان چنین می‌نویسند:
فرقه دموکرات آذربایجان سازمانی سیاسی بود که شوروی‌ها برای انجام پروژهٔ ضمیمه ساختن شمال غربی ایران به خاک خود در سال ۱۹۴۵ میلادی در تبریز تأسیس کردند. شوروی‌ها برای جعفر پیشه‌وری شاخه‌ای از حزب توده ترتیب دادند که حزب دموکراتیک آذربایجان نامیده‌شد. شوروی‌ها سید جعفر پیشه‌وری را برای رهبری فرقه جدید برگزیدند.
علی شبستری، رهبر حزب توده شاخه تبریز، بعدها گفت که پیشه‌وری فرمانی از روس‌ها دریافت کرد که حزب دموکرات را ایجاد کند و دست‌نوشته‌های پیشه‌وری نشان می‌دهد که او، حزب توده را منحل کرد و نام دموکرات را برگزید تا کسانی که جزب ایدئولوژی کمونیست نبودند را جذب کند.
در مورد انگلستان باید توجه داشت که این دولت نه تنها با خود مختاری آذربایجان مخالف نبود، بلکه هوادار جدی خود مختاری استان‌ها در سراسر ایران بود و این طرح را به صورت نظارت سه جانبه استالین و روزولت پیشنهاد کرده و آن‌ها هم اصولاً پذیرفته بودند، ولی در عمل با اشکالاتی مواجه شد و صورت نگرفت. افزون بر این انگلستان و شوروی یک توافق اصولی دیگر هم باهم کرده بودند که مبنای سیاست آن‌ها در ایران در زمان جنگ و تا ده سال پس از آن قرار داشت و آن این بود که متقابلاً به منافع نفتی هم احترام گذارند یعنی شوروی از خرابکاری و لطمه زدن به شرکت نفت جنوب جلو گیرد و انگلیس هم به بهره‌برداری شوروی از نفت شمال کمک کند؛ بنابراین احتمال این‌که آن‌ها مقدمات چنین یورشی را فراهم کرده باشند، بسیار بعید است. در حقیقت مقدمات این فروپاشی همان زمانی فراهم شد که قرارداد قوام-ساچیکف به امضا رسید یعنی قوام السلطنه متعهد شد به بهره‌برداری شوروی از نفت شمال ایران کمک کند و شوروی هم حاضر شد نیروی خود را از ایران بیرون برد.
به نظر کنسول انگلیس در تبریز، «در درون فرقه دو خط مشی مختلف، کمونیستی و ناسیونالیستی وجود داشت: اول نظر پیشه‌وری بود که خواهان «آذربایجان خود مختار در درون ایران بود». دومی خواستار جدایی کامل از ایران بود». کنسول وقت انگلیس بیان می‌کند که بر خلاف افکار رایج در میان اشخاص ضد فرقه به نظر می‌رسد که مسکو چاره‌ای جز حمایت محدود از نهضت فرقه نداشت و برای کنترل کردن آن حتی تعداد زیادی از توده ای‌ها را به پیوستن به فرقه تشویق می‌کند. دیگران نظر سیاسی انگلیس دال بر موافقت با تجزیه را-که بر خلاف نظر آمریکا بود - دلیل این نظر کنسول بریتانیا می‌دانند.
نصرت‌الله جهانشاهلو افشار (معاون اول جعفر پیشه‌وری) در خاطرات خود، پایان فرقه و برخورد مسئولین شوروی با پیشه‌وری را به این گونه تصویر می‌کند:
... آقای قلی اوف [کنسول شوروی در تبریز]، در اتاق کوچکی ما را پذیرفت. آقای پیشه‌وری که از روش ناجوانمردانه روس‌ها سخت برآشفته بود به سرهنگ قلی اوف پرخاش کرد و گفت شما ما را آوردید میان میدان و اکنون که سودتان اقتضاء نمی‌کند، ناجوانمردانه ما را رها کردید، از ما که گذشته است، اما مردمی را که به گفته‌های ما سازمان یافتند و فداکاری کردند، همه را زیر تیغ داده‌اید. به من بگویید پاسخگوی این همه نابسامانی‌ها کیست؟ آقای سرهنگ قلی اوف که از جسارت آقای پیشه‌وری سخت برآشفته بود، زبانش تپق زد و یک جمله بیش نگفت:
سنی گتیرن، سنه دییر گت (کسی که ترا آورد، به تو می‌گوید برو)

نصرت‌الله جهانشاه لو افشار در مورد غلام یحیی، که به عنوان رهبر فرقه در تبعید انتخاب شده بود چنین می‌نویسد: 
... اکنون کارمان به جایی کشیده است که زیر سایه فلان خزنده نادان کمیته مرکزی حزب کمونیست بیگانه یا فلان پادوی سازمان امنیت آن خزیده‌ایم. ما که رهبری محمدرضا شاه را نپذیرفتیم، اکنون رهبرمان غلام یحیی دزد آدم‌کش بی سواد شده است…
در این زمان حکومت فرقه دموکرات آموزش به زبان فارسی را تضعیف کرد و زبان روسی را به عنوان زبان دوم معرفی کرد. حضور فرقه و دخالت بیگانگان و سیاسی شدن مسئله زبان تأثیراتی بر سیاست دولت مرکزی در رفتار با زبان‌های محلی ایران گذاشت.

دکتر انور خامه‌ای در مورد فرقه این‌گونه اظهار نظر می‌کند: 
فروپاشی فرقهٔ دموکرات آذربایجان و فرار بدون مقاومت سران فرقه، به دلیل طمع شوروی درگرفتن نفت شمال بود. فرقهٔ دموکرات آذربایجان را سیاست شوروی آورد و خودش هم آن را برد.
هوشنگ صمدی (فرمانده گردان تکاوران دریایی بوشهر در نبرد خرمشهر) می‌گوید:
از حضور بلشوریک‌ها و اعضای فرقه دموکرات در اردبیل چیز زیادی یادم نماده است. فقط یادم است که پدرم آن‌ها را نفرین می‌کرد و می‌گفت: «اینها کافر و خدانشناس هستند. می‌خواهند آذربایجان را از ایران جدا کنند» … روزی که دموکرات‌ها و پیشه‌وری از ارتش ایران شکست خوردند و به شوروی فرار کردند، در اردبیل کشت و کشتار زیادی شد. خوب یادم است که مردم با چوب و چماق در خیابان و کوچه‌ها دنبال هوداران پیشه‌وری می‌گشتند و تا به کسی مشکوک می‌شدند، بانگ می‌زدند: «بگیریدش که که پیشه‌وری است! بلشوریک است!». مردم خشمگین هم بر سر آن فرد می‌ریختند و به قصد کُشت او را می‌زدند. چندین نفر همین‌طوری کشته شدند. اوضاع طوری شد که مادر و پدرم اجازه خروج از خانه را بهم ندادند.
زمانی که صحبت [آمدن] ارتش شد، مردم دموکرات را دنبال می‌کردند تا کسانی را که به آن‌ها ظلم کرده‌اند را پیدا کنند. یک تعدادی زیادی از مردم محلی دنبال دموکراتها می‌گشتند که اموال شان را دزدیده بودند و به آن‌ها ظلم کرده بودند را بگیرند و به ارتش [تحویل] بدهند.
یادم هست زمانی که ما از کلخوران می‌خواستیم برویم به اردبیل، گفتند که اینجا صلاح نیست باشید و برگردید همان کلخوران. برای این که اینجا (در اردبیل) مردم دنبال دموکرات‌ها هستند و ممکن است دموکراتها بریزند به خانه‌ها و من یادم هست وقتی ارتش آمد مردم استقبال کردند. حتی یادم هست در یک کتابی می‌خواندم که یک مورخ خارجی [کریستوفر سایکس] می‌گفت این حجم از استقبال مردم از ارتش را فقط در فرانسه [آزادسازی از اشغال نازیها] دیده است. در تبریز هم مردم به گرمی از ارتش استقبال کردند و ارتش حامی مردم. وی می‌گوید من ندیدم مردم شکایتی از ارتش داشته باشند.